# Llista alfabètica de compositors de sardanes
| Directori A B C D E F G H I J K L M N O P Q R S T U V W X Y Z |

## A
- Alfred Abad i Gascon (1962 -)
- Anna Abad i Gils (1992 -)
- Vicenç Acuña i Requejo (1946 -)
- Rafael Adam i Baiges (1886 - 1952)
- Antoni Agramont i Quintana (1851 - 1906)
- Ignasi Agudo i Clarà (1880 - 1966)
- Enric Aguilar i Matas (1932 - 2013)
- Luis Aguilé (1936 - 2009)
- Maria Antònia Aguilera i Ramon (-)
- Josep Aguiló i Blasco (1888 - 1958)
- Robert Agustina i Busquets (1970 -)
- Càstor Aiguabella i Fàbrega (1893 - 1938)
- Jordi Alasà i Roure (-)
- Iu Alavedra i Ferrer (1895 - 1972)
- Joan Alay (-)
- Jordi Albanell i Tanganelli (1960 -)
- Ignasi Alberch i Arisa (1942 -)
- Lluís Albert i Rivas (1923 -)
- A. Albert (-)
- Josep Maria Albertí i Busquets (1919 - 1996)
- Xavier Albertí i Gallart (1962 -)
- Joan Albertí i Pou (-)
- Antoni Albors i Asins (1929 - 2012)
- Lluís Alcalà i Baqués (1979 -)
- Felip Alcàntara i Puig (1888 - 1960)
- Glòria Alcón i Vilaubí (1944 -)
- Tomàs Aldàs Conesa (1880 - 1965)
- Joaquim Aldrich i Guanyabens (1868 - 1945)
- Pere Alegre i Puech (1909 - 1986)
- Frederic Alfonso i Ferrer (1879 - 1946)
- Joaquim Alfonso i Navas (1922 - 1999)
- Joan Alfonso i Orfila (1916 - 1995)
- Josep Alier i Avellanet (1903 - 1953)
- Francesc Alier i Barris (1955 -)
- Joan Alins (-)
- Rosa Almagro i Ribera de Presas (1920 - 2006)
- Lluís Almazan i Victòria (1934 -)
- Magí Almiñana i Soler (1917 - 1988)
- Maria Rosa Alonso i Solanes (1931 - 2014)
- Francesc Alsina i Mola (1948 - 2002)
- Lluís Alsina (-)
- Joan Altimira i Viñolas (- 1983)
- Antoni Altisent i Balmas (1918 - 1990)
- Joan Altisent i Ceardi (1891 - 1971)
- Fermin Maria Àlvarez Mediavilla (1833 - 1898)
- Joan Albert Amargós i Altisent (1950 -)
- Joan Amils i Pérez (1933 - 2019)
- A. Amorós (-)
- Josep Maria Amorós i Bayer (1948 -)
- Lluís Anderman (pseud.)
- Joan Andreu i Garriga (1920 - 2003)
- Jaume Andreu i Rovira (1909 - 2003)
- Alfred Angaril i Gil (1931 -)
- J.P. Àngelus (pseud.)
- J. Angerri (-)
- Adalmira Anglada i Esteba (1888 - 1938)
- V. Anglada (-)
- Josep Anglès (-)
- Eulàlia Antonès i Grau (1948 -)
- Joaquim Arabia i Reverter (1924 - 2000)
- Ramon Aramon i Serra (1907 - 2000)
- Salvador Aranda (-)
- Antoni Arbós (-)
- Bàrbara Ardanuy i Queldra (1988 -)
- Daniel Areny i Rossell (1939 -)
- Enric Argelich i Sais (1913 - 1979)
- Joan Argemí i Lacoma (1885 - 1967)
- Maria Loreto Argemí i Massana (-)
- Francesc d'Assís Argemí i Mustich (1891 - 1969)
- Antoni Àrias i Cortadella (1957 -)
- Venanci Àrias (-)
- Santi Arisa i Pujol (1947 -)
- Maria Armengol i Viver (-)
- Pere Armengou i Sañas (1910 - 1978)
- Xavier Armenter i Ramos (1965 -)
- Josep Maria Arnaus i Casals (1921 - 1969)
- Pere Arpa i Torremilans (1889 - 1958)
- Marcel Artiaga i Valls (1965 -)
- Ricard Artigas i Dansà (1890 - 1940)
- Isidre Arxé (-)
- Miquel Asins i Arbó (1916 - 1996)
- Emili Aubareda (-)
- Pere Aubert i Port (1879 - 1951)
- Rossend Aubí (pseud.)
- Jaume Aubià i Romaní (- 1982)
- Josep Auferil i Costa (1916 - 2006)
- Albert Auleda (pseud.)
- Joan Aulés i Sabartés (1931 - 2010)
- Josep Aulet i Fiol (1881 - 1956)
- Joan Aulí i Padró (1883 -)
- Joan Aymerich i Rocabayera (1889 - 1960)
- Rossend Aymí i Escolà (1940 -)
- Jordi Azagra i Benito (1963 -)
- Ricardo de Azpeitia (-)

## B
- Peter Bacchus (1954 - 2016)
- Francesc Bach i Roca (1897 - 1962)
- Càndid Bach i Teixidó (1902 - 1952)
- Miquel Badia i Graells (1926 - 2016)
- Eugeni Badia i Lloret (1904 - 1967)
- Joan Badosa i Compte (1884 - 1968)
- Lluís Badosa i Padrosa (1898 - 1938)
- Tomàs Bahí i Martí (1935 -)
- Josep Maria Baiges i Jansà (1924 - 1991)
- J. Baiget (-)
- Climent Baixas i Cuyas (1854 - 1936)
- Lleonard Balada i Ibañez (1933 -)
- Ignasi de Balanzó i Fernàndez (1943 -)
- Manuel Balasch i Suñé (1916 - 2008)
- Joan Balcells i Garcia (1882 - 1972)
- Carlota Baldrís i Rafecas (1960 -)
- Lluís Ballada i Vilà (1886 - 1936)
- Magí Ballber (-)
- Victor Ballescà (pseud.)
- Alexandre Balsach i Grau (-)
- Josep Balsach i Grau (-)
- Judit Balsach i Grau (1958 - 2012)
- Roser Banet i Castellà (1986 -)
- Jaume Banet i Illa (1929 - 2007)
- Santiago Bañeras i Goday (1913 - 1985)
- Pere Bañon i Castells (1922 - 1996)
- Antoni Baqués i Pagès (1884 - 1948)
- Eugeni Barandalla (-)
- Rafel Barbany i Baradat (-)
- Victor Barbé i Barbé (1940 -)
- Ernest Barbesó (-)
- Eladi Barceló Estatuet (-)
- Gabriel Barceló i Martí (1963 -)
- Josep Barcons i Palau (1978 -)
- Joan Bardés i Virosella (1978 -)
- Manuel Bardina i Prat (1915 - 1980?)
- Charles Bareil (-)
- Jordi Bargalló i Guinjoan (-)
- Antoni Barnés i Gultresa (1910 - 1985)
- Enric Barnosell i Saló (1891 - 1949)
- Josep Baró i Finestres (1945 -)
- Josep Baró i Güell (1891 - 1980)
- Enric Baró i Ribas (1928 - 1993)
- Òscar Barqué i Farrús (1973 -)
- Rafael Barquet i Plaza (1952 -)
- Jordi Barre (1920 - 2011)
- Iu Barreda (-)
- Julià Barrenechea García (-)
- Carles Barris i Perramon (1871 - ?)
- Francesc Barrot i Regué (1896 - 1935)
- Ramon Barrufet i Llevat (1886 -)
- Salvador Bartolí i Soler (1875 - 1955 o post)
- Albert Bartolomé i Avellà (1946 -)
- David Bartolomé i Avellà (-)
- Pepita Bartrés i Corominas (-)
- Joan Bartrolí i Bonany (1925 -)
- Ramon Basil i Burjó (1866 - 1938)
- Francesc Basil i Oliveras (1905 - 1975)
- Josep Bassachs i Barris (1924 - 2009)
- Ramon Bassagañas i Basil (1890 - 1944)
- Esteve Bassas i Pasqués (1936 - 1974)
- Josep Basses (-)
- Josep Bassols i Comas (-)
- Enric Bataller i Llonch (-)
- Marià Bataller i Llonch (1895 - 1948)
- J. Bataller (-)
- Emili Batlle i Joveni (-)
- Melitó Baucells i Prat (-)
- Pere Baulenas i Vergés (1925 - 1954)
- Xavier Baurier i Foret (1944 -)
- Eugeni Bausili i Zaragoza (1903 - 1968)
- Marcel·lí Bayer i Gaspà (1898 - 1977)
- Xavier Bech i Serra (1976 -)
- Josep Maria Bellido i Ibars (1934 -)
- Josep Bellprat (pseud.)
- Rosa Maria Bellsolell i Bellsolell (1929 - 2013)
- Joan Benaiges i Saigi (1920 -)
- Lluís Benejam i Agell (1914 - 1968)
- Joan Benejam (-)
- Jaume Benet i Lamarca (1941 - 1968)
- Francesc Benítez i Campos (1961 -)
- Pere Benítez i Subirana (1940 -)
- Josep Benito i Bonells (1927 - 2014)
- Julià Benlloch i Cambrils (1887 - 1959)
- Tomàs Berdier i Montserrat (1911 - 1979)
- José Berenguel Escámez (1914 - 2004)
- Ernest Berenguer i Pou (1897 - 1992)
- Pere Bergoñon i Raventós (1947 -)
- Josep Maria Bernat i Colomina (1925 - 1992)
- Joan Bernet i Sala (1902 - 1990)
- Pelegrí Bernial i Castells (1953 -)
- Manuel Bertran i Pujol (1919 - 1998)
- Leandre Bertran i Ballesta (1867 -)
- Moisès Bertran i Ventejo (1967 -)
- Camille Besse (1889 - 1966)
- Antoni Besses i Bonet (1945 -)
- Roland Besson i Bonnet (1962 -)
- Joan Jordi Beumala i Sampons (1960 -)
- Anicet Beya i Grané (-)
- Pere Bigas i Ribas (1891 - 1967)
- Josefa Bijuesca i Martínez (1905 - 1993)
- Enric Biscamps i Capdevila (-)
- Manuel Blancafort de Rosselló (1897 - 1987)
- Ferran Blanch i Arché (1904 - 1967)
- Àngel Blanch i Reynalt (1907 - 1965)
- Josep Blanch i Reynalt (1888 - 1954)
- Miquel Blanch i Roig (1889 - 1936)
- Rafael Blanch i Via (1933 -)
- Esteve Blanch (-)
- Francesc Blanes (-)
- Rafael Blay i Bernad (1903 - 1970)
- Joan Josep Blay i Màñez (1955 -)
- Agustí Blàzquez i Villalba (-)
- Ramon Bofarull i Artigas (1902 - 1982)
- Francesc Bofarull i Figuerola (1962 -)
- Lluís Bofill i Capell (-)
- Pere Bofill i Guanter (-)
- Eliseu Boix i Galís (1899 - 1979)
- Jaume Boix i Pujol (1930 -)
- Josep Maria Boix i Risech (1908 - 1980)
- Antoni Boliart i Brescó (1912 - 1990)
- Xavier Boliart i Ponsa (1948 -)
- S. De Bolívar (pseud.)
- Manuel Bonachí i Pérez (1896 - 1984)
- Francesc Bonada i Parés (1875 - 1948)
- Josep Bonada i Sala (1909 - 1948)
- Pere Bonada i Sala (1906 - 1936)
- Joan Bonany i Marquès (1890 - 1979)
- Jaume Bonany (-)
- Trifó Bonany (1861 - 1939)
- Francesc d'Asís Bonastre i Beltran (1944 -)
- Joan Bonastre i Vilà (1884 - 1939)
- Jaume Bonaterra i Dabau (1898 - 1985)
- Lluís Bonaterra i Gras (1890 - 1952)
- Joan Bonaventura (-)
- Narcís Bonet i Armengol (1933 -)
- Salvador Bonet i Piñol (1916 -)
- A. Bonet (-)
- Miquel Bonet (-)
- Elvira Bonhora i Artés (1926 - 2006)
- Lluís Borau (-)
- Lluís Bordas i Rivero (1937 - 2010)
- Agustí Borgunyó i Garriga (1894 - 1967)
- Manuel Borgunyó i Pla (1884 - 1973)
- Miquel Borràs de Barberà (-)
- Antoni Borràs i Cervera (-)
- Joan Borràs i de Palau (1868 - 1953)
- Josep Borràs i Estrada (1915 -)
- Josep Borràs i Farrés (1929 -)
- Teresa Borràs i Fornell (1923 - 2010)
- Ernest Borràs i Salvador (1928 -)
- Pere Borràs i Solé (1949 - 2003)
- Vicenç F. Bort i Barbosa (1891 - 1976)
- Joan Bosacoma i Vives (-)
- Andreu Bosch (1933 -)
- Enric Bosch (-)
- G. Bosch (-)
- Lluís Bosch (-)
- Josep Bosch i Ballell (1976 -)
- Jaume Bosch i Camps (-)
- Jesús Bosch i Codina (1922 - 2018)
- Josep Bosch i Ferran (- 1955)
- Eusebi Bosch i Humet (1860 - 1948)
- Carme Bosch i Reus (1929 - 1975)
- Joan Bosch i Sarrado (1940 -)
- Magne Bosch i Vives (1869 - 1919)
- Antoni Botey i Badia (1896 - 1939)
- Leopold Botey i Vila (1870 - 1932)
- Enric Botigué i Andurell (1927 - 1972)
- Josep Bou i Coll (1945 - 2012)
- Vicenç Bou i Geli (1885 - 1962)
- Francesc de Paula Bové i Trius (1875 - 1950)
- Ricard Bover i Bas (1902 - 1983)
- Melitó Bover i Rota (1928 - 1991)
- Michiel Braam (1964 -)
- Joan Brauget i Massanet (? - 1915)
- Edmond Brazès (1893 - 1980)
- Maica Brecha i Roig (1965 -)
- Tomás Bretón y Hernández (1850 - 1923)
- Carles Bricio i Diaz (-)
- Salvador Brotons i Soler (1959 -)
- Charles Brousse (-)
- Anton Bru i Borràs (1929 - 2015)
- Guillem Brugarolas Canals (1889 - 1959)
- Antoni Bruguera i Minguell (1897 - 1964)
- Lluís Brugués i Agustí (1949 -)
- Marià Brugués i Corbera (1916 - 2009)
- Miquel Brugués i Costabella (1947 -)
- Eveli Brull i Vila (1887 - 1970)
- Ramon Brunet i Berta (-)
- Gabriel Brusi i Puig (1909 - 1991)
- Pere Bufill i Guanter (1923 - 1945)
- Pere Burés i Camerino (1950 - 2009)
- Manuel Burgès i Juanico (1874 - 1945)
- Jaume Burjachs i Gispert (1931 - 1995)
- Joaquim Burjachs i Gómez (1965 -)
- Antoni Burruezo García (1908 - 1983)
- Francesc Burrull i Ill (1934 -)
- Ramon Burset (-)
- Jan Bus (1961 -)
- Lluís Buscarons i Pastells (1913 - 1999)
- Pere Buscarons i Pastells (1920 -)
- Josep Busquets i Fuentes (1965 -)
- Josep Busquets i Xifre (1887 - 1977)
- Artur Buxeda i Callís (-)
- Pere Buxó i Domènech (1916 - 1998)
- Tomàs Buxó i Pujadas (1882 - 1962)

## C
- Francesc Caballé i Cantalapiedra (1944 -)
- Manuel Caballeria i Budallés (1872 - 1936)
- Lluís Caballeria i Valls (1927 - 1998)
- Cebrià Cabané i Bril (1884 - 1956)
- Adolf Cabané i Pibernat (1911 - 1993)
- Manuel Cabero i Vernedas (1926 - 2022)
- Josep Cabestany (-)
- Lluís Cabiscol (-)
- Antoni Cabré i Brull (1909 - 2009)
- Oriol Maria Cabré i Cascante (1909 - 1987)
- Antoni Cabré i Fort (-)
- J.O. Cabré (-)
- Antoni Cabrera (pseud.)
- Sebastià Cabrisas Gironès (1925 - 2004)
- Rafael Cabrisas Palau (1888 - 1950)
- Martí Cabús i Matamala (1902 - 1987)
- Joan Cadoulla (-)
- Joan Calders (pseud.)
- Jaume Call i Duran (1947 -)
- Joan Callís i Guix (1917 - 2005)
- Joan Calsina i Roure (1942 -)
- Josep Calvet i Amat (1899 - 1999)
- Aurora Calvet i Mañas (1971 -)
- Maria Dolors Calvet i Prats (1907 - 1988)
- Lauro Cama i Dalmau (1916 - 2015)
- Pau Càmara i Lanao (1910 - 2000)
- Lluís Camós i Cabruja (1892 - 1952)
- Martí Camós i Segura (1956 -)
- Manel Camp i Oliveras (1947 -)
- Montserrat Campmany i Cortés (1901 - 1995)
- Esteve Camprubí i Mercader (1885 - 1969)
- Josep Camprubí i Piqué (-)
- J. Camprubí i Roman (-)
- Josep Camprubí i Sensada (1968 -)
- Joan Camps i Arnau (-)
- Francesc Camps i Comellas (1934 -)
- Pere Camps i Marsans (1908 - 1976)
- Joan Camps i Valentí (1920 - 1980)
- Evel·lí Campsolinas i Juanola (1929 -)
- Francesc Canal i Garrosset (1927 - 2009)
- Manuel Canals i Giménez (1917 - 1990)
- Julià Canals i Maimó (1926 - 2009)
- Josep Canals i Sant (1936 - 2014)
- Càndid Candi i Casanovas (1844 - 1911)
- Aime Candille i Roquefort (-)
- Canet (-)
- Genís Canet i Boadella (1883 - ?)
- Josep Canet i Coll (-)
- Josep Canet i Roura (1851 - 1934)
- Manuel Cano i Garcia (-)
- Antoni Canosa i Vidal (-)
- Josep Cantarell i Llopart (1909 - 1997)
- Josep Cantó i Prats (1890 - 1960)
- Joan Cañameras i Estrada (1896 - 1982)
- Jesús Capdevila i Martí (1891 - 1982)
- Xavier Capdevila i Sanglas (1973 -)
- P.A. Capdevila (-)
- Josep Capell i Hernàndez (1914 - 1994)
- Josep Capell i Vergés (1947 -)
- Francesc Capellas i Maydeu (1922 - 1977)
- Joan Capera (-)
- Ferran Carballido i Enrich (1983 -)
- Lluís Carbó i Eres (1908 - 1990)
- Eliseu Carbó i Parals (1890 - 1968)
- Josep Carbó i Vidal (1912 - 1988)
- Antoni Carbonell i Costa (1919 - 1982)
- Josep Carbonell i Costa (1927 - 2012)
- Eduard Carbonell i Martorell (-)
- Antoni Carbonell i Pascual (-)
- Josep Maria Carbonell i Perich (1895 - 1970)
- Llorenç Carbonell i Plana (-)
- Albert Carbonell i Saurí (1972 -)
- Narcís Carbonell Tubau (1888 - 1954)
- F. Carbonell (-)
- Antoni Carcellé i Tosca (1904 - 1983)
- Domènec Cardenyes i Bàrios (1916 - 1977)
- Cardona (-)
- Mateu Cardona i Estrada (1918 - 2011)
- Agustí Cardús i Baguer (- 1926)
- Boi Carnicé i Vendrell (1911 - ?)
- Josep Carol i Murillo (1928 -)
- Maria Lluïsa Carpintier i Casado (1918 - 2013)
- Francesc Carré i Simon (1883 - 1947)
- Josep Carré (-)
- Joan Carreras i Dagàs (1828 - 1900)
- Joan Carreras i Desclau (1890 - 1976)
- Bonaventura Carreras i Duran (1886 - 1971)
- Lluís Carreras i Esclusa (1892 - 1960)
- Jordi Carreras i Fabré (1929 -)
- Ramon Carreras i Perich (1927 - 1956)
- Francesc Carreras i Serra (-)
- Francesc Carreras (-)
- Josep Carreras (-)
- Josep Maria Carreras (-)
- Lluís Carretero i Basart (1931 - 2011)
- Carrió (-)
- Antoni Casabella i Simó (1866 - 1946)
- Benet Casablancas i Domingo (1956 -)
- Cassià Casademont i Busquets (1875 - 1963)
- Antònia Casademunt i Pradas (-)
- Jaume Casademunt i Prat (1927 - 2013)
- Esteve Casademunt i Verdaguer (1909 - 1994)
- Joan Casadevall i Anglada (- 1920)
- Jaume Casadevall i Costa (1919 -)
- Roser Casals i Canudas (1945 -)
- Enric Casals i Defilló (1876 - 1986)
- Pau Casals i Defilló (1892 - 1973)
- Miquel Casals i Mora (1917 - 1972)
- Joan Casals i Potrony (1954 -)
- Pere Casals i Santacana (-)
- I.B. Casals (-)
- Joan Casanova i Bartrolí (1863 - 1911)
- Francesc Casanova i Estorch (1907 - 1969)
- Montserrat Casanova i Martí (-)
- Ramon Casanova i Miranda (-)
- Manuel Casanova (-)
- Josep Casanovas i Comerma (-)
- Josep Casanovas i Gafarot (Paixero) (1852 - 1940)
- Josep Casanovas i Marca (1927 -)
- Josep Casanovas i Molist (1915 - 1955)
- Carles Casanovas i Rigall (1954 -)
- Miquel Casanovas i Rius (-)
- Josep Casanovas i Rovira (1880 - 1957)
- Carles Casas (pseud.)
- Enric Casas (-)
- Josep Casas i Augé (1913 - 1988)
- Miquel Casas i Bell (1900 - 1988)
- Antoni Casas i Biosca (1926 - 2010)
- Jaume Casas i Bohigas (1904 - 1964)
- Josep Casas i Devesa (1909 - 1983)
- Joan Casas i Pagerol (1947 -)
- Ramon Casas i Riu (-)
- Feliu Casas i Zaragoza (1916 - 1988)
- Antoni Casasampere i Ferrés (1922 - 2012)
- Francesc Casellas i Castellet (1895 - 1974)
- Marcel Casellas i Navinés (1954 -)
- Fermí Casellas i Olivés (1920 -)
- Josep Caselles i Teixidor (-)
- Carles Cases i Pujol (1958 -)
- Gaspar Cassadó i Moreu (1897 - 1966)
- Joaquim Cassadó i Valls (1867 - 1926)
- Francesc Xavier Cassanyes i Edo (1957 -)
- Antoni Cassi Bassach (1892 - 1960)
- Francesc Cassú i Jordi (1965 -)
- Josep Cassú i Serra (1941 -)
- Artur Castany i Barral (1923 -)
- Josep Castany i Llussà (1943 -)
- Pau Castanyer i Bachs (1958 -)
- Antoni Castanyer i Figueras (-)
- Joan Castañer i Turon (1881 - 1944)
- Jordi Castellà i Bové (1980 -)
- Jaume Castellà i Isern (1950 -)
- Josep Maria Castella i Molins (1910 - 2008)
- Vicenç Castellano i Alcaide (1883 - 1969)
- C. Castellet (pseud.)
- Josep Castellnou i Domènech (1923-2011)
- Eduard Castelló i Juanals (1882 - 1952)
- Baldomer Castelló i Plaja (1918 - 1991)
- Eduard Castelló i Plaja (1920 - 1982)
- Jaume Castelló i Plaja (-)
- Gabriel Castelló i Rovira (-)
- Salvador Castells i Canyameres (1920 -)
- Antoni Castells i Casas (1884 - ?)
- Ricard Castells i Francisca (1901 - 1980)
- Eduard Castells i Miró (-)
- Francesc Castells i Surroca (-)
- Adela Castells i Nolla (-)
- Ignasi Castelltort i Miralda (1914 - 1998)
- Joan Castellví i Romeu (1865 - 1939)
- Bernat Castillejo i Garnés (1961 -)
- Miguel Castro Santafé (2001 -)
- Adelí Casulleras i Gassó (1891 - 1976)
- Àngel Catafau i Salvó (1909 - 1993)
- Josep Català i Rufà (1887 - 1965)
- Antoni Català i Vidal (1891 - 1978)
- Josep Catulí i Marquès (- 1989)
- Agustí Causí i Marsal (1906 - 1978)
- Carles Cava de Llano i Pintó (1914 - 1986)
- Emili Cava i Not (1908 - 1978)
- Josep Cayo i Rita (-)
- Ramon Celaya i Martínez (-)
- F. Cerbera (-)
- Joan Cerrada i Vivet (1919 - 1989)
- Faust del Cerro i Alabau (1894 - 1971)
- Ernest Cervera i Astor (1896 - 1972)
- Josep Maria Cervera i Berta (1904 - 1998)
- Josep Cervera i Bret (1883 - 1969)
- Agustí Cervera i Marquès (1870 - 1947)
- Felip Cervera i Marquès (1863 - 1930)
- Jaume Cervera i Marquès (1858 - 1950)
- Jordi Chalé i Elias (1928 - 2015)
- Josep Chamorro i Ramos (1978 -)
- Josep Cid i Pacareu (1901 - 1958)
- Melcior Cirera (-)
- Josep Cirilo i Expósito (1869 - 1949)
- Francesc Civil i Castellví (1895 - 1990)
- Ramon Civit i Mas (1968 -)
- Narcís Cla i Vilar (-)
- Joan Clapés (-)
- Miquel Clarà i Cabruja (-)
- Lluís Clarà (-)
- A. Claramunt (-)
- Albert Clarín (pseud.)
- Josep Clavé i Bullich (1978 -)
- Josep Anselm Clavé i Camps (1824 - 1874)
- Sebastià Claverí i Graells (-)
- Hermenegildo Clavería Barrios (-)
- Segimon Claveria i Teulats (1904 - 2010)
- Antoni Closas (-)
- J. Closas (-)
- Josep Cluet i Vilà (1911 - 1985)
- Cobo (-)
- Joan Coca i Grau (1867 - 1936)
- Josep Coca i Prat (-)
- Salvador Codina i Cabra (1910 - 1985)
- Josep Codina i Serra (1907 - 1987)
- Assumpta Codina i Gubianes (1943 -)
- Ramon Codina i Ribas (1927 - 1984)
- Oriol Codina i Sucarrats (-)
- Enric Escudé Cofiner Graugés (1909 - 1996)
- Agustí Cohí i Grau (1921 - 2012)
- Agustí Coll i Agulló (1873 - 1944)
- Joan Coll i Alsina (1934 -)
- Salvador Coll i Bonancía (1962 -)
- Salvador Coll i Estrach (1914 - 1964)
- Josep Coll i Ferrando (1976 -)
- Josep Coll i Ligora (1893 - 1965)
- Jordi Coll i Llopis (-)
- Joan Coll i Morral (-)
- Salvador Coll i Triadú (1914 - 1942)
- R.M.Coll (pseud.)
- Jaume Collell i Surinyach (1956 -)
- Àngel Colomé i Ballarà (1934 -)
- Delfí Colomé i Pujol (1946 - 2008)
- Josep Colomé i Somoza (1958 -)
- Àngel Colomer i del Romero (1915 - 2001)
- Josep Colomer i Ribera (1913 - 1994)
- V. Colomer (-)
- J. Colominas (-)
- Domènec Cols i Puig (1928 - 2011)
- Agustí Coma i Alabert (1961 -)
- Manuel Comadevall i Roca (1933 -)
- Comas (-)
- Carles Comas Donat (1905 - 1997)
- Ernest Comas i Gota (-)
- Salvador Comas i Mas (1935 -)
- Simó Comas i Vives (1914 - 2002)
- Ramon Comas (-)
- Jordi Comasòlives i Tantiñà (1967 -)
- Pascal Comelade (1955 -)
- Josep Maria Comella i Fàbrega (1865 - 1938)
- Maria Company i Coll (1980 -)
- Xavier Compte i Moreno (1964 -)
- Jaume Conangla i Canals (1935 -)
- Ramon Conangla i Canals (-)
- Josep Conangla i Escudé (1896 - 1971)
- Rossend Conesa i Bonet (1934 -)
- Josep de Calassanç Conill i Monrabà (1896 - 1980)
- Jacint Conill i Orriols (1914 - 1992)
- Esteve Corbella i Morera (1929 -)
- Mariano Corbí Ruiz (-)
- Bru Corbin (pseud.)
- Corcell (-)
- Isidre Corderas i Dardiñà (1929 - 2023)
- Víctor Cordero i Charles (1971 -)
- Xavier Cornellana i Mangues (1980 -)
- Montserrat Corominas i Castellet (-)
- Vicenç Corominas i Pi (1926 -)
- Feliu Corominas i Sunyer (1860 - 1928)
- Corrions (-)
- J. Corrons (-)
- Antoni Cortacans (-)
- Pere Cortada i Bosch (1923 -)
- Josep Maria Cortada i de Prat-Gibert (-)
- Josep Maria Cortada i Macias (1902 - 1952)
- Andreu Cortada (1931 -)
- Carles J. Cortada (-)
- Maria Remei Cortés i Ayats (-)
- Sebastià Cortina i Erill (1931 - 1991)
- Joan Costa i Casals (1882 - 1942)
- Jaume Costa i Castellà (1883 - 1938)
- Narcís Costa i Horts (1907 - 1990)
- Vicent Costa i Nogueras (1852 - 1919)
- Salvador Costa i Pineda (1930 - 2006)
- Joan Costa i Sellés (1884 - 1967)
- Narcís Costa i Ventura (1962 -)
- Joaquim Costa (-)
- P. Costa (-)
- Antoni Costa-Avellaneda i Margenat (1901 - 1951)
- Agustí Cot i Bonfill (1906 - 1994)
- Albert Cotó i Fita (1852 - 1906)
- Rosa Cotó i Xifreu (1892 - 1967)
- Josep Cots i Tarragó (1945 - 2002)
- Lluís Cotxo i Güell (1902 - 1998)
- Ramon Cotxo i Güell (-)
- Creus (-)
- Jaume Cristau i Brunet (1940 -)
- Jordi Cristau i Garcia (1975 -)
- Amadeu Cristià i Rotches (1876 - 1924)
- Josep Cristòfol i Rovira (1885 - 1955)
- Domènec Cruells (-)
- Eduard de la Cruz i Ferré (1902 - 1980)
- Ricard Cuadra i Camprubí (1951 - 1997)
- Amadeu Cuadrado i Alguacil (1933 -)
- Lluís Cuadros i Guso (-)
- Ferran Cubedo i Alicart (1952 -)
- Cubells (-)
- Alfred Cucurull (-)
- Antoni Culla i Mora (1895 - 1945)
- Patllari Cullell i Planella (1891 - 1968)
- Josep Cullell i Sallés (1920 - 2004)
- Josep Culubret i Gutiérrez (1914 - 1966)
- Josep Cumellas i Ribó (1875 - 1940)
- Jaume Cunilles i Nogué (1941 -)
- Ramon Currià i Caelles (1881 - 1961)

## D
- Salvador Dabau i Caussà (1909 - 2002)
- Jaume Dagà i Vallès (1901 - 1966)
- Maria Núria Dalmau i Dalmau (1927 -)
- Josep Dalmau i Sendra (1918 - 1975)
- Eugène Damaré (1840 - 1919)
- Josep Maria Damunt i Ferré (1938 -)
- Narcís Darder i Dellonder (1861 - 1934)
- Joan Daró i Julià (1921 - 2009)
- Joan Dasca i Batalla (1900 - 1970)
- Egbert De Boer (-)
- F. de Corro (pseud.)
- Huba de Graaff (1959 -)
- Xavier de la Salud i Antolín (1977 -)
- Roderik de Man (1941 -)
- Reinald Dedies (1947 -)
- Josep Maria del Rio i Soliguer (1914 - 1996)
- J. Demon, o Maestro Demon (pseud.)
- Martí Deprius i Ribera (1879 - 1946)
- Josep Maria Descarga i Obradors (1927 - 2006)
- Joan Despuig (-)
- Bartomeu Deusedes i Jordà (-)
- J. Devesa (-)
- Santiago Diago i Prats (1949 -)
- Josefina Díaz (-)
- Josep Dimas i Delgado (-)
- Anton Dinarès i Ferrer (-)
- J. Diplomático (pseud.)
- Josep Domènech i Romero (-)
- Jordi Domingo i Mombiela (1928 - 1991)
- Josep Donato i Vidal (-)
- Xavier Dotras i Dotras (1965-)
- Joaquim Dotras i Fors (1922 - 2015)
- Joan Dotras i Vila (1900 - 1978)
- André Douw (1951 -)
- Joan Druguet i Sallent (1977 -)
- Gabriel Duch i Frau (-)
- Jaume Dulsat i Arañó (1928 - 1983)
- Joan Duran i Alemany (1896 - 1970)
- Esteve Duran i Argullós (1946 -)
- Lincoln Duran i Badia (1876 - 1947)
- Salvador Duran i Blanquer (1907 - 1990)
- Joan Duran i Boix (1875 - 1962)
- Lluís Duran i Massaguer (1922 - 1999)
- Josep Duran i Mer (1922 - 1986)
- Miquel Duran i Triay (1887 - 1967)

## E
- Edies (pseud.)
- Francesc Egea i Fernàndez (1968 - 2015)
- Joan Elías i Mas (1963 -)
- Francesc Elias i Prunera (1935 -)
- Eli-Pon, pseudònim col·lectiu de F.Elias i M.Pongiluppi
- Vicenç Esbrí i Monllau (1900 - 1982)
- Andrea de Escalada i Sancho (-)
- Joan de Escalada i Rodríguez (1920 -)
- Joan Escalas i Feliu (1836 - 1896)
- Ramon Escalé i Arseda (1924 - 1980)
- Joan Escapa i Serra (1928 -)
- Francesc Escarpenter i Fors (1888 - 1968)
- Amadeu Escoda i Castellví (1945 -)
- Rafael Escolà i Pérez (1885 - 1943)
- Marcel Escoté i Montparlé (1887 - 1970)
- Josep Maria Escoté i Òdena (1884 - 1966)
- Lluís Escusa i Ferrer (1901 - 1962)
- Joan Baptista Espadaler i Colomer (1878 - 1917)
- Tomàs Espanyó i Comelles (1973 -)
- Manuel Esparbé i Dinarès (1881 - 1923)
- Josep Espeita i Garcia-Arisa (1912 - 2002)
- Marià Espígol i Costa (1892 - 1951)
- Josep Espinach (pseud.)
- Espinosa (-)
- Joan Esquena (-)
- Adrià Esquerrà i Codina (1873 - 1927)
- Fortunat Esquerrà i Negrell (1892 - 1969)
- Josep Estalella i Pugès (1913 - 1993)
- Joan Estalella i Roig (1884 - 1955)
- David Estañol i Martells (1965 -)
- Josep Estela i Moret (1888 - 1979)
- David Esterri i Carrasquer (1970 -)
- Josep Esteve i Albelda (1905 - 1980)
- Ramon Esteve i Carulla (1886 - 1936)
- Enric Esteve i Hilari (1969 -)
- Jaume Esteve i Homs (1913 - 2006)
- Francesc Esteve i Perendreu (1934 - 2012)

## F
- Joan Fabra i Bassegoda (1923 - 2014)
- Isidre Fabra i Bover (1906 - 1994)
- Rafael Fàbregas (-)
- Silveri Fàbregas i Sensat (1890 - 1928)
- Antoni Fabregat i Granollers (1932 -)

- Jean Fabresse (1899 - 1977)

- Agustí Faig i Pericay (1918 - 1995)

- Anna Maria Fajula i Soler (1925 - 2018)
- Carles Falcon (-)
- Ònia Farga i Pellicer (1882 - 1936)
- Josep Farran i Sendra (1918 - 2010)
- Josep Farràs i Casòliva (1965 -)
- F. Farràs (-)
- Josep Farràs (-)
- J. Farré (-)
- Lluís Farreny i Alujas (1926 -)
- Josep Farrés i Alcalde (-)
- Salvador Farrés i Cantarell (1929 - 1996)
- Fèlix Farró i Vilanova (1884 - 1936)
- Lluís Farrús i Pijoan (1895 - 1935)
- Josep Fecúndez i Martínez (1949 -)
- Lluís Felip i Carreras (1898 - 1971)
- Miquel Felip i Carreras (1905 - 1991)
- Francesc Felip i Saguer (1924 - 2005)
- Jordi Feliu i Horta (1971 -)
- Esteve Feliu i Vidal (1918 - 1987)
- Lluís Fernández Cabello (1884 - 1940)
- Martí Fernández Cabello (1882 - 1960)
- Miquel Fernández i París (1896 - 1967)
- Rubèn Fernàndez i Pola (1959 -)
- Eusebi Ferran i Ambrós (1838 - 1895)
- Carles Ferrari i Ginarelli (1891 - 1953)
- Salvador Ferré i Parés (1908 - 1973)
- G. Ferrer (-)
- Jordi Ferrer (-)
- Joaquim Ferrer i Amer (1921 - 1996)

- Francesc Ferrer i Baxauli (-)
- Enric Ferrer i Busquets (1958 -)
- Carles Ferrer i Clavé (1885 - 1927)
- Rafael Ferrer i Fitó (1911 - 1988)
- Josep Maria Ferrer i Font (1906 - 2000)
- Francesc Ferrer i Ligoriette (pseud.)
- Vicenç Ferrer i Llansa (-)
- Josep Ferrer i Torres (1878 - 1952)
- Josep Ferrer i Vidal (-)
- Carles Ferrés i Guillamon (1977 -)
- Pere Ferret i Maideu (-)
- Rafael Figueras i Auladell (1907 - 1989)
- Joan Figueras i Bautista (1959 -)
- Agustí Figueras i Bolívar (1872 - 1947)
- Emili Figueras i Colomer (1889 - 1948)
- Andreu Figueras i Estadella (1904 - 1996)
- Jaume Figueras i Miquel (-)
- Enric Figueras (-)
- Francesc Figueres i Vilà (1893 - 1974)
- Joan Figueres (pseud.)
- Josep Figueres (pseud.)
- Sebastià Figuerola i Escusa (1919 - 1996)
- Lluís Fíguls i Gran (1915 - 1984)
- Fillmet (pseud.)
- Mariel·la Finet (1962 -)
- Joan Flotats i Claramunt (1902 - 1988)
- Armand de Fluvià i Vendrell (1901 - 1967)
- Emili Foguet i Pere (1921 - 1996)
- Francesc Folguera i Rodon (1896 - 1961)
- Eusebi Folquer i Amat (1895 - 1955)
- Francesc Fonalledas i Capdevila (1969 -)
- Marià Font i Amatller (1871 - 1934)
- Francesc Font i Bonafonte (1959 -)

- Eduard Font i Coll (1930 - 2022)
- Martirià Font i Coll (1923 - 2011)
- Antoni Font i Fargas (1896 - 1981)
- Josep Font i Font (1955 -)
- Rosa Font i Fuster (1931 - 2013)
- Marcel Font i Gaig (1941 -)
- Antoni Font i Giralt (1946 -)
- Antoni Font i Gratacòs (1900 - 1972)
- Josep Font i Grau (1929 - 1974)
- Miquel Font i Llagostera (-)
- Francesc d'Assís Font i Martínez (1888 - 1938)
- Josep Font i Palmarola (1898 - 1960)
- Josep Font i Parera (1913 - 1971)
- Eduard Font i Pi (1975 -)
- Xavier Font i Rius (1981 -)
- Josep Font i Sabaté (1903 - 1964)
- Martí Font i Triadú (1924 - 2009)
- Albert Font i Turon (1966 -)
- F. Font (-)
- Josep Maria Font (-)
- Joan Fontanella i Gispert (1916 - 1991)
- Jordi Josep Fontanillas i Hoyo (1980 -)
- Joan Fontàs i Casas (1907 - 1966)
- Pere Fontàs i Puig (1932 - 2002)
- Joan Fontàs i Riera (-)
- Josep Fontbernat i Verdaguer (1897 - 1977)
- Martí Fontclara i Palomeras (1987 -)
- Gilbert Fontdevila i Ribalta (1900 - 1985)
- Joan Forast (pseud.)
- Xavier Forcada i Carreras (1943 -)
- Ron Ford (1959 -)
- Jordi Forés i Ribera (1931 -)
- Gonçal Formiguera (-)
- Pius Forn i Maixenchs (1880 - 1966)
- Sabina Fornells i Morató (1929 -)
- Francesc Fornells i Vilar (1887 - 1962)
- Anna Fort i Comas (1934 -)
- Joan Fort i Pagès (-)
- Jaume Fortet i Homs (1932 - 1997)
- Pere Fortuny i Serinyana (-)
- Pere Fortuny i Torrent (1915 -)
- Josep Fortuny i Vallès (1910 - 1975)
- Josep Fradera (pseud.)
- Joan Francesch i Gavaldà (1896 - 1979)
- Eduard Franch i Antigues (1906 - 1978)
- Miquel Francolí i Vidal (- 1971)
- Manuel Fregola i Suñé (1927 -)
- Narcisa Freixas i Cruells (1859 - 1927)
- Vicenç Freixas i Grisolia (1937 -)
- Josep Freixas i Vivó (1930 - 2020)
- O. Freixas (-)
- Narcís Frígola i Fajula (1842 - 1892 ?)
- Bonaventura Frígola i Frígola (1835 - 1899)
- Joan Frigola (-)
- Àlex Fuentes i Serrat (1976 -)
- Francesc Fuertes i Varea (1933 - 1985)
- Cor Fuhler (1964 -)
- Salvador Furés i Esplugas (1845 - ?)
- Joan Fusté i Ferrer (1906 - 1989)
- Esteve Fusté i Subirats (1884 - 1972)
- N. Fuster (-)
- Salvador Fuxart i Piera (1901 -)

## G
- Artur Gabarnet i Viñes (1928 -)
- Joan Gaig i Andreu (1894 - 1991)
- Sigfrid Galbany i Abril (1936 -)
- Alberto Galceran (pseud.)
- Montiel Galdon i Arrué (1969 -)
- Rafael Galea i Garrido (1928 - 2016)
- B. Galí (-)
- Albert Galimany i Pujol (1889 - 1973)
- Antoni Gallardo i Garriga (1889 - 1942)
- J. Gallardo (-)
- Bernardino Gálvez Bellido (1891 - 1943)
- Rafael Gálvez Bellido (1895 - 1951)
- Enric Garcés i Garcés (1909 - 1981)
- Anna Maria Garcia de Palau (-)
- Antoni Garcia i Arqués (1897 - 1975)
- Antonio García Cabrera (1908 - 1979)
- Francesc Garcia i Carretero (1933 -)
- Alberto Garcia i Demestres (1960 -)
- Juan Gabriel Garcia i Escobar (-)
- Sebastià Garcia i Esparducer (-)
- Dario Garcia i González (-)
- Miquel Garcia i Guijarro (-)
- Vicente García Lacal (1888 - 1955 ?)
- Núria Garcia i Pastor (1989 -)
- Albert Garcia i Trujillo (1976 -)
- Oscar Garcia (-)
- Guillem Garganta i Calbó (1886 - 1973)
- Ignasi Garolera i Corominas (1976 -)
- Josep Garreta i Arboix (-)
- Juli Garreta i Arboix (1875 - 1925)
- Esteve Garreta i Roig (-)
- Natalio Garrido Verde (- 1956)
- Josep Garriga i March (1909 -)
- Sebastià Garriga i Morera (1897 - 1972)
- Joan Pau Garriga i Robert (1898 - 1948)
- A. Garriga (pseud.)
- Josep Garrigoles (pseud.)
- Robert Garrigós i Castro (1966 -)
- Josep Maria Gassó i Monrós (1891 - 1952)
- Daniel Gasulla i Porta (1970 -)
- J. Gaudí (-)
- Jean Gauffriau (1931 -)
- Josep Maria Gayà i Padrós (1905 - 1984)
- Emili Gaya i Vilagrassa (1902 - 1923)
- Camil Geis i Parragueras (1902 - 1986)
- Joan Gelabert i Crosa (-)
- Francesc Gener i Rius (-)
- Rafael Genescà i Ferrés (-)
- Roc Gentil (pseud.)
- Robert Gerhard i Ottenwaelder (1896 - 1970)
- Josep Maria Germà i Ferrer (-)
- Carles Gestí i Nin (1925 - 1989)
- Ferran Gibert (-)
- Joan Gibert i Camins (1890 - 1966)
- Joan Gibert i Canyadell (1941 -)
- Adelaida Gibert i Porrera (1904 - 1983)
- Joaquim Gibert i Rabassa (1976 -)
- Tomàs Gil i Membrado (1915 - 2014)
- Josep Gil i Vendrell (-)
- Conrad Gili i Costa (1929 -)
- Francesc Giménez i Barniol (1907 - 1949)
- Miquel Giménez (-)
- Perfecte Gimpera i Obradó (-)
- Pau Giné i Abelló (-)
- Antoni Giner i Xicoira (1938 -)
- Ginestà (-)
- Rubèn Ginesta i Paniagua (1963 - 2012)
- Conxita Giralt i Marsé (1933 -)
- Antoni Giralt i Puig (-)
- Andreu Girau i Iglésias (1888 - 1970)
- Tomàs Girau i Vila (1915 - 1978)
- Pere Girbés i Riera (1908 - 1999)
- Simó Giribet i Puig (1914 - 1983)
- Sadurní Girona i Olivé (1900 - 1988)
- Ignasi Gironella i Bosch (- 1940)
- Josep Maria Gironella i Granés (1978 -)
- Josep Gispert i Vila (1950 -)
- Lluís Gispert (-)
- Robert Goberna i Franchi (1858 - 1934)
- Pasqual Godes i Terrats (1898 - 1944)
- Joaquim Godó i Soler (1880 - 1957)
- Joan Gols i Soler (1894 - 1947)
- Xavier Gols i Soler (1902 - 1938)
- Josep Gols i Veciana (1870 - 1938)
- Francesc Gomà (-)
- Gómez (-)
- Joan Gòmez i Soriano (-)
- Ultano Gómez Ponseti (1965 -)
- Manuel Gomila i Aymerich (1899 - 1978)
- Antoni Gonfaus i Febrer (1957 -)
- Xavier Gonzàlez i Ranchal (1989 -)
- Ramon Gorgé i Samper (1898 - 1981)
- Francesc Gozé (-)
- Fèlix Graells i Farró (1908 - 1999)
- Pau Gralla (pseud.)
- Enric Granados i Campiña (1867 - 1916)
- Víctor Granados i Gal (1899 - 1972)
- Joaquim Grant (1880 - 1964)
- Manel Gras (- 1989)
- Enric Gratacòs i Massanella (1887 - 1969)
- Francesc Gratacòs i Massanella (1895 - 1972)
- Simó Gratacòs i Oliveras (1891 - 1958)
- Esteve Gratacòs i Roca (1887 - 1938)
- Maria del Carmen Gratal i Cornejo (1960 -)
- Pere Grau i Casadevall (1889 - 1961)
- Salvador Grau i Domènech (-)
- Enriqueta Gravalosa i Ferrer (1936 -)
- Josep Gravalosa i Geronès (1882 - 1975)
- María Grever (1884 - 1951)
- Antoni Griera i Bardia (1887 - 1962)
- Joaquim Grífol i Puig (1912 - 2001)
- Joan Grifoll i Guasch (1933 - 2003)
- Josep Grivé i Simon (1907 - 1984)
- Pau Guanter i Casadevall (1871 - 1944)
- L. Guanter (-)
- Jaume Guàrdia i Solé (1922 -)
- Joaquim Guàrdia (-)
- Elvira Guasch i Font (1906 - 1990)
- Esteve Guasch i Lloberas (1904 - 1975)
- Bonaventura Guasch i Palou (1908 - 1981)
- Enric Guasch i Poudevila (1880 - 1939)
- Joan Güell i Girona (1910 - 2000)
- Josep Güell i Guillaumet (1872 - 1930)
- Ricard S. Güell (1916 - 2008)
- Lluís Guillaumes i Jou (-)
- Joan Guillem i Fàbregas (1912 -)
- Josep Maria Guillén i Anadón (1910 - 1995)
- Francesc Guillén i Gràcia (-)
- Melcior Guillén i Sanagustín (-)
- Josep Guinart i Franquesa (1908 - 1978)
- Josep Maria Guinart i Vilaret (1954 -)
- Joan Guinjoan i Gispert (1931 -)
- Antoni Guinjoan i Simeon (1927 -)
- Rafael Guinovart i Bellmunt (-)
- Albert Guinovart i Mingacho (1962 -)
- Carles Guinovart i Rubiella (1941 - 2019)
- Joan Guinovart i Vela (1904 - 2000)
- Frederic Guisset i Fontourci (1970 -)
- Josep Maria Guitart i Oliver (1949 -)
- Eusebi Guiteras i Guiu (1861 - 1919)
- Albert Gumí i Prat (1965 -)
- Carles Gumí i Prat (1963 -)
- Miquel Gurgui i Corou (1907 - 1973)
- Eduard Gustà i Capellera (-)
- Joan Josep Gutiérrez i Izquierdo (1957 -)
- Francesc Gutsens i Torra (1907 - 1993)
- Josep Lluís Guzman i Antich (1954 - 2017)
- Santiago Guzman i Antich (-)

## H
- Jeff Hamburg (1956 -)
- Mark Harperink (-)
- Max Havart (1924 - 2006)
- A. Henarejos (-)
- Josep Henríquez (1951 -)
- Jacinto Heras i Esther (-)
- Joan Hernàndez i Baiges (1911 - 1988)
- Gregori Hernàndez (-)
- Pablo Herrero Ibarz (1942 -)
- Marià Homs i Montserrat (1901 - 1975)
- Joaquim Homs i Oller (1906 - 2003)
- Joaquim Hostench i Duñabeitia (1940 -)
- G. Hugas i Gallot (-)
- Miquel Humbert i Rius (1946 -)

## I
- Enric Ibàñez i Fernàndez (1942 - 1996)
- Ramon Iglésias i Rodríguez (1976 -)
- Òscar Igual (1970 -)
- Salvador Illa i Jansana (1907 - 1994)
- Eduard Iniesta i Torres (1968 -)
- Josep Maria Isern i Monné (1932 -)

## J
- Jabel (pseud.)
- JAE (pseud.)
- Josep Jané i Perelló (-)
- Joan Janer i Margenats (1906 - 1955)
- Anna Janer i Rosselló (1896 - 1993)
- Francesc Janer (fl. 1901)
- Javimel (pseud.)
- Pere Jeantet (1933 -)
- Martí de Joan (pseud.)
- Ivan Joanals i Ametller (1984 -)
- Jocamell (-)
- Josep Jofre i Pagès (1901 - 1936)
- Josep Jofré i Savé (1906 - 1994)
- Josep Joli i Blanch (1931 - 2019)
- Jomont, nom col·lectiu de Josep Guerrero i Montserrat Miró
- Enriqueta Jorba i Mateu (1911 - 1989)
- Ivó Jordà i Álvarez (1986 -)
- Lluís Gonzaga Jordà i Rossell (1869 - 1951)
- Pere Jordà i Valls (1897 - 1976)
- Ray (Ramon Maria) Jordana i Fàbregas (1944 -)
- Miquel Jordana i Xaubet (1912 -)
- Claude-Henry Joubert (1948 -)
- Charles Jouseaux (-)
- Joaquim Jovanet i Victori (1848 - 1905)
- Teodor Jové i Planella (1918 - 1975)
- Lluís Jover (-)
- Manuel Jovés i Torres (1886 - 1927)
- Emili Juanals i Roqué (1928 - 2016)
- Antoni Juanola i Escaler (1921 -)
- Jaume Juanola i Escaler (1917 - 1944)
- Llorenç Juanola i Gibert (1864 - 1931)
- Francesc Juanola i Reixach (1891 - 1968)
- Jaume Juanola i Reixach (1889 - 1958)
- Josep Juanola i Reixach (1894 - 1978)
- Narcís Juanola i Reixach (1907 - 1985)
- Rafael Juanola i Reixach (1897 - 1979)
- Salvador Juanola i Reixach (1893 - 1975)
- Joan Juanola (-)
- Josep Juanola (- 1992)
- Joan Julià i Planells (-)
- Martí Juliol i Matas (1912 -)
- Julvià (pseud.)
- Joan Juncà i Albert (1927 - 2003)
- Josep Juncà i Albert (1916 - 1937)
- Josep Juncà i Juscafresa (1888 - 1972)
- Antoni Juncà i Soler (1875 - 1952)
- Ramon Juncosa i Dolcet (1898 - 1992)
- Joan Just i Bertran (1897 - 1960)
- Manuel Juste (-)

## K
- Rosa Maria Kucharski i Gonzàlez (1929 - 2006)

## L
- V. Lacal i Garcia (pseud.)
- Carles Lafon (1902 - 1982)
- Àlvar Lafuente i Sabaté (1914 - 1996)
- Narcís Lagares i Corominas (1937 -)
- Ferran Laguarta i Gràcia (1913 - 1975)
- F. Lahora (-)
- Joan Baptista Lambert i Caminal (1884 - 1945)
- Joan Lamote de Grignon i Bocquet (1872 - 1949)
- Ricard Lamote de Grignon i Ribas (1899 - 1962)
- Manuel Lapiedra i Vila (1930 - 1988)
- Antoni Laporta i Astort (1885 - 1957)
- Francesc Laporta i Mercader (1857 - 1900)
- Joan Lara i Nieto (1937 -)
- Jordi Lara i Surinyach (1968 -)
- Josep Carmel Latiegui i Artaiz (1906 - 1987)
- Joan Làzaro i Costa (1944 - 2024)
- Antoni Làzaro i Perelló (-)
- Jordi Leon i Royo (1952 -)
- Manuel de Lipá (nom de religió)
- Lluís Llabrés (-)
- Robert Llach (pseud.)
- Albert Llanas i Rich (1957 -)
- Francesc Llauradó i Mestre (-)
- J.Ll. Llaveria (pseud.)
- Josep Maria Llebaria i Frató (1915 - 2006)
- Josep Llenas i Rufí (-)
- Ernest Llenas i Tort (1884 - 1961)
- Manuel Llenas (-)
- Josep Lleonsí i Casanovas (? - 1949)
- Llimós (-)
- Lluís Lloansí i Marill (1914 - 2009)
- Joan Lloansí i Méndez (1944 -)
- Josep Llobera i Marlès (1910 - 1987)
- Pere Lloberas i Miró (1918 -)
- Martí Llobet i Palaus (1891 - 1967)
- Joan Llobet i Prunés (1903 - 1978)
- Josep Llobet i Terricabres (1922 - 2013)
- Joan Llobet i Vergés (1912 -)
- Joan Llonch i Batlló (1901? - 1932)
- Joan Llongueres i Badia (1880 - 1953)
- Josep Jordi Llongueres i Puig (1911 - 1981)
- Francesc Llop i Paradell (1924 -)
- Antoni Llop i Sales (-)
- Joan Llop (-)
- Pere Llopart i Frou (-)
- Josep Llopis i Rius (1919 - abans del 2008)
- Josep Llorà i Casademunt (1890 - 1939)
- Maria Teresa Llorens i Crusat (1926 - 2009)
- David Llorens i Guillaumes (1979 -)
- Jaume Llorens i Llaveria (1888 - 1960)
- Josep Maria Llorens i Parellada (1918 - 1974)
- Antoni Llorens i Solé (1904 - 1988)
- Josep Maria Llorens i Ventura (1886 - 1967)
- Antoni Lloret i Chamorro (1915 - 1983)
- Carles Lloret i Queralt (1895 - 1977)
- Martí Llosent i Molà (1922 - 1986)
- Martí Llosent i Vendrell (1919 - 2000)
- J. Llosent (-)
- Rogeli Lloveras i Rigau (1923 - 2011)
- Albert Llovet i Canals (1979 -)
- Isidre Llucià i Morist (1925 -)
- Lluís Lluís i Sisó (-)
- Josep Llumà i Planagumà (-)
- Pepita Llunell i Sanahuja (1926 - 2015)
- Josep Antoni López i Álvarez (1947 -)
- Josep López i Franch (- 1948)
- Antoni López i Gonzàlez (1934 -)
- Fèlix López i Luid (-)
- Jordi López i Serra (1967 -)
- Manuel López Varela (1895 - 1950)
- Josep Loredo i Moner (1954 -)
- Damià Lorente i Antolinos (1904 - 1978)
- Núria Lozano i Serret (1976 -)
- Rosa Maria Lozano (-)
- Nicolas Lucientes Auzorena (1883 - 1923)
- Carles Luque i López (-)

## M
- Aleix Mach Carrasco (-)
- Vicenç Machacon i Granado (1935 -)
- Jaume Macià i Agut (1921 -)
- Antoni Macià i Fonoll (1929 -)
- Manuel Macià i Porteria (1888 - 1946)
- Leopold Magenti i Chelvi (1896 - 1969)
- David Magrané i López (1966 -)
- Pere Magret i Alsina (1908 - 1980)
- Jaume Magret i Ribalta (1924 - 2006)
- Baltasar Maideu i Auguet (1901 - 1970)
- Josep Maria Maideu i Auguet (1893 - 1971)
- Narcís Maideu i Auguet (1886 - 1956)
- Joan Maideu i Font (-)
- Xavier Maimí i Miró (1888 - 1965)
- Maria Teresa Malagarriga i Rovira (1945 -)
- Carles Malagrida i Barris (1941 -)
- Josep Maria Malato i Ruiz (1911 - 1983)
- Antoni Malats i Gallés (1894 - 1944)
- Camil Maler (- 1992)
- Carles Mallart i Sureda, Litus (1950 - 1977)
- Joan Manau i Valor (1962 -)
- Joan Manén i Muray (-)
- Joan Manén i Planas (1883 - 1971)
- Jordi Manén i Sancho (1928 -)
- Ramon Manent i Folch (1952 -)
- Roger Mantolan i Soler (1973 -)
- Renat Manyach (1902 - 1982)
- Tomàs Manyosa i Ribatallada (1949 -)
- Pere Mañé i Baleta (1897 - 1982)
- G.M. Maño (pseud.)
- Manel Mañogil i Lucas (- 2012)
- A. Marca (pseud.)
- Artur Marcet (1872 - 195..?)
- Joan March i March (1890 - 1919)
- Roc Marco i Blanch (1947 -)
- Josep Marcó i Serra (1921 - 1993)
- Felicià Maresma i Bosch (1901 - 1986)
- Josep Marfany i Bonastre (-)
- Joan Manuel Margalef i Ayet (1970 -)
- Lluís Margall i Caballé (? - 1976)
- Marc Margall i Casademont (1972 -)
- Arcadi Margarit i Casadevall (1913 - 2001)
- Miquel Margarit i Tapioles (1926 - 1998)
- Jofre Margarit i Tayà (1919 - 1992)
- Esteve Margenats i Pujol (1889 - 1974)
- Josep Maria Marí i Matas (1928 -)
- Francesc Maria i Pedrós (1923 -)
- Rafael de Mariano i Blàzquez (1900 - 1975)
- Carles Marigó i Sarrion (1986 -)
- Joan Marimon i Cairol (1915 -)
- Emili Marimon i Comas (1909 - 1938)
- Josep Marimon i Figueras (1883 - 1953)
- Júlia Marimon i Carbonell (1889 - 1979)
- Gerard Maristany i Maristany, Grau Til·là (- 1970)
- Marivall (-)
- Francesc Marjanedas i Malet (-)
- Eric Marlès i Gimeno (-)
- Emili Marlet i Pujades (1914 - 1937)
- Pau Marons (pseud.)
- Olivier Marquès i Nebot (1968 -)
- Antoni Marquès i Puig (1897 - 1944)
- Maria Remei Marquès i Casquero (-)
- Maties Màrquez (-)
- Joan Marquilles i Llorens (1936 -)
- Alexandre Marraco i Roca (1866 - 1947)
- Carles Marrugat i Romaní (1877 - 1927)
- Martí i Basil (-)
- Abdó Martí (-)
- Janio Marti (pseud.)
- Jordi Martí (-)
- Ramon Martí i Borrós (1870 - 1953)
- Josep Maria Martí i Bosch (1935 -)
- Enric Martí i Cama (1865 - 1932)
- Carles Martí i Frasquier (1982 -)
- Albert Martí i Galceran (1881 - 1947)
- Maria de Queralt Martí i Garcia (1966 -)
- Miquel Martí i Guardià (-)
- Enric Martí i Llata (1906 - 1985)
- Joan Martí i Soler (1940 - 2011)
- Eduard Martí i Teixidor (1925 - 1998)
- Vicenç Martín i Quirós (1893 - 1969)
- Joaquim Martín i Rodríguez (1935 - 1997)
- Àlex Martínez i Casamada (1967 -)
- Joan Martínez i Coll (1961 -)
- Rafael Martínez Coll (1907 - 1972)
- Fèlix Martínez i Comín (1920 - 1995)
- Julià Martínez i Garcia (-)
- Francesc Xavier Martínez i Juan (1973 -)
- Salvador Martínez i Millan (1934 -)
- Joan Martínez i Muñoz (1899 - 1955)
- Daniel Martínez i Roura (-)
- Rafael Martínez i Valls (1895 - 1947)
- Josep Martínez i Vinaròs (es canvià l'ordre dels cognoms)
- Antoni Martínez i Gerona (-)
- Joan Martinyà (pseud.)
- Josep Martorell i Gironès (-)
- Sebastià Martorell i Veciana (-)
- Antoni Martori i Alom (1884 - 1966)
- Rosend Martori i Casals (1902 - 1979)
- Miquel Mas i Bargalló (1846 - 1923)
- Marc Mas i Bosch (-)
- Samuel Mas i Bàdenas (- 1983)
- Antoni Mas i Bou (1945 -)
- Josep Mas i Closas (1953 - 2012)
- Francesc Mas i Jené (1912 - 2001)
- Ignasi Mas i Pons (-)
- Francesc Mas i Ros (1901 - 1985)
- Domènec Mas i Serracant (1870 - 1945)
- Llucià Mas i Solà (1928 - 2013)
- Ramon Masana i Auladell (-)
- Enric Masana i Serra (1880 - 1927)
- Albert Masat i Roca (1928 -)
- Pere Masats i Vilata (1894 - 1981)
- Joan Baptista Masdeu i Pujol (1911 - 2006)
- Josep Maseras i Bertran (1904 - 1965)
- Macià Maseras i Farriol (1904 - ?)
- Francesc Mases i Antònia (1911 - 1976)
- Jordi Masferrer i Corominas (1929 - 2000)
- Ramon Masifern i Marcó (1862 - 1936)
- Josep Masifern (-)
- Josep Masllovet i Sanmiquel (1879 - 1946)
- Josep Masó i Quer (1925 - 1991)
- Samuel de Maspujols (nom de religió)
- Marià Massalleras i Sans (1897 - 1953)
- J. Massalleras (-)
- Josep Maria Massana i Pigueroles (1933 -)
- Salvador Massó i Simon (1910 - 1975)
- Anna Massot i Font (-)
- J. Massuet (-)
- Josep Mata i Balart (1922 -)
- Josep Mata i Mas (-)
- Amadeu Matabera i Puntí (1908 -)
- Josep Matas i Cullell (1895 - 1970)
- Albert Matas i Gual (1929 -)
- Joaquim Mateu i Duran (1883 - 1961)
- Víctor Mateu i Moles (1892 - 1987)
- Estanislau Mateu Valls (1877 - 1973)
- Jordi Mateu i Sancho (-)
- A. Mattes (pseud.)
- Carles Mauné i Alai (1899 - 1985)
- Florenci Mauné i Marimont (1925 - 1995)
- J. Mauri (-)
- P. Mayoral (-)
- Marià Mayral i Doz (1892 - 1962)
- Juan Medina (-)
- Isabel Medina i Cantón (1966 -)
- Mario Medina Seguí (1908 - 2000)
- Chiel Meijering (1954 -)
- Narcís Mellado i Mujal (1973 -)
- Juli Méndez (-)
- Josep Mercadé i Salvat (1878 - 1964)
- A. Mercadé (-)
- Josep Mercader i Ponach (1779 - 1871)
- Pere Mercader i Andreu (1885 - 1969)
- Eduard Mercader i Carbonell (1868 - 1962)
- Pere Mercader i Terradas (1916 - 1971)
- Joaquim Mesalles i Sorolla (1940 -)
- Josep Maria Mestre i Miret (1918 - 2002)
- Xavier Mestres i Claveria (1963 -)
- Jaume Mestres i Pérez (1907 - 1994)
- Dolors Metante i Pujol (-)
- Alfons Miàs i Martí (1936 -)
- Antoni de Miguel i Cardona (-)
- Ana Mihajlović (1968 -)
- Pere Milà i Amell (1915 -)
- Leonora Milà i Romeu (1942 -)
- M. Milà (-)
- Maria Teresa Miller (-)
- Lluís Maria Millet i Millet (1906 - 1990)
- Lluís Millet i Pagès (1867 - 1941)
- Josep Minyana i Bordas (-)
- Marcel Miquel i Fageda (1966 -)
- P.G. Miquel (-)
- Josep Mir i Abràs (1921 - 1979)
- Rosa Mir i Sabaté (1934 -)
- Miquel Mir (-)
- Antoni Mira (-)
- Isidre Miracle i Gibert (1902 - 1995)
- Jaume Miralles i Toda (1916 - 2004)
- Antoni Miralpeix i Bosch (1960 -)
- Antoni Miró i Bachs (- 1946)
- Josep Miró i Català (1929 -)
- Marià Miró i Guitó (1884 - 1963)
- Ricard Miró i Salvadó (1926 - 1998)
- Carme Miró (pseud.)
- Montserrat Miró (-)
- Valentí Miserachs i Grau (1943 -)
- J. Mitjana (-)
- Josep Mitjans i Mañà (1909 - 1991)
- Esteve Mogas i Fusellas (1904 - 1966)
- Santi Molas i Alberich (-)
- Isidre Molas i Font (1899 - 1969)
- Esteve Molas i Trasfí (1882 - 1963)
- Rossend Molerà i Calmet (-)
- Esteve Molero i Olivella (1975 -)
- Conrad Molgosa i Planas (1883 - 1917)
- Jordi Molina i Membrives (1962 -)
- Xavier Molina i Membrives (1967 -)
- Joan Moliner i Pedrós (1964 -)
- Josep Molins i Fàbregas (1906 - 1978)
- Josep Molins i Lanas (1873 - 1924)
- P. Moltó (-)
- Miquel Moncalp i Ribet (1872 - 1958)
- Maria Teresa Monclús i Marquès (1934 -)
- Joan Monclús i Monclús (1912 - 1969)
- Domènec Moner i Basart (1907 - 2003)
- Joaquim Moner i Carbonell (1852-1930)
- Monguillod (-)
- Feliu Monné i Batallé (1864 - 1935)
- Francesc Monné i Casanovas (1882 - 1932)
- Agustí Monné i Dinarés (1873 - 1939)
- Josep Monné i Dinarés (1878 - 1954)
- Andreu Monné i Duran (1890 - 1935)
- Marius Monné i Dinarés (-)
- F.X. Monserrat (-)
- Antoni Monsó i Lledós (1897 - 1936)
- Carles Monsó i Taulafè (1907 - 1999)
- Josep Mont i Grau (1911 - 1982)
- Martí Montaner i Coris (? - 1965)
- Joan Montaner i Guix (1914 - 1967)
- Domènec Montasell i Andiñach (1929 -)
- Xandri Montasell i Bachs (-)
- Melcior Montero i Vert (1880 - 1971)
- Joaquim Montero (-)
- Enric Montoriol i Tarrés (1876 - 1951)
- Antonio Montoyo Montoyo (-)
- J. Montsagre (pseud.)
- Xavier Montsalvatge i Bassols (1912 - 2002)
- Francesc Montserrat i Ayarbe (1879 - 1950)
- Martí Montserrat i Guillemat (1906 - 1990)
- S. Móra (-)
- Vicenç Móra (-)
- Jeroni de Moragas i Gallissà (1901 - 1965)
- Inès Moraleda i Barberà (1972 -)
- Joan Lluís Moraleda i Perxachs (1943 -)
- Jordi Moraleda i Perxachs (1950 -)
- Hermenegild Moraleda i Ramos (1908 - 1988)
- Tomàs Morales i Alcalde (-)
- Jordi Morant i Clanxet (-)
- Juan Morata (pseud.)
- Benet Morató i Maynou (1891 - 1958)
- Josep Maria Morell (-)
- Lluís Moreno i Pallí (1907 - 1974)
- Pere Morer i Moré (1913 -)
- Joan Morera i Corou (1904 - 1984)
- Joan Morera i Cortinas (1920 -)
- Carles Morera i D. (-)
- Enric Morera i Viura (1865 - 1942)
- Manuel Moret i Amparo (1895 -)
- Ramon Moretó i Riba (1909 - 1986)
- Pau Moreu (-)
- Jordi Morral i Masià (1932 - 2011)
- Ramon Morros i Viñallonga (1927 - 1999)
- Lluís Mourelo i Fossas (-)
- Joan Mulí i Jou (1929 -)
- Josep Mundet i Vidal (1886 - 1952)
- Joan Mundet (-)
- Abdó Mundí (1817 - 1872)
- Salvador Mundí (-)
- Pere Munell (pseud.)
- Manuel Muñoz i Espinalt (-)
- Trinitari Múrria i Solsona (1913 - 1938)
- Trinitari Múrria i Trilla (1889 - 1955)
- Josep Muset i Ferrer (1889 - 1957)

## N
- Josep Maria Nadal i Figueras (1960 -)
- J. Naifè (-)
- Vicenç Nanot (-)
- A. Navarro i Conde (-)
- Daniel Navarro i Cortès (1981 -)
- Leocadi Navarro i Costabella (1907 -)
- Maria Mercè Navarro i Galindo (1963 -)
- Lluís Navarro i Navés (-)
- Josep Navarro i Solves (1928 - 2021)
- Josep Navarro i Zafra (1962 -)
- Navés (-)
- Blai Net i Sunyer (1886 - 1948)
- Nicolau de Tolosa (nom de religió)
- Anastasi Niubó i Cunill (1894 - 1982)
- Baldiri Niubó (-)
- Josep Maria Niubó (-)
- Jacques de Noëll (1866 - 1954)
- Josep Noguer (-)
- Àngel Noguera i Alegre (1926 - 2000)
- Joan Noguera i Solé (1895 - 1974)
- Ramon Noguera i Subirà (1937 -)
- Jordi Noguera (-)
- W. Nohssé (-)
- Joan Novell i Mestres (1887 - 1955)
- Maximí Novi i Inglada (1872 - 1939)
- Ramon Novi i Inglada (1856 - 1931)
- Albert Novi i Martí (-)
- Joaquim Nualart i Puignau (1924 - 1975)
- Josep Maria Nubiola (1925 -)
- Jordi Núñez i Pallarola (1937 -)

## O
- S. Obiol (pseud.)
- Àngel Obiols i Palau (1888 - 1973)
- Sebastià Obiols (pseud.)
- Víctor Olcina i Blasco (1914 - 1975)
- Enric Oliva i Vilar (1882 - 1931)
- Vicenç Olivé i Mullor (1928 - 1996)
- Ramon Olivé i Rius (1922 - 1995)
- Maryse Olivé i Rolland (1946 -)
- Josep Olivella i Alier (1956 -)
- Josep Olivella i Astals (1896 - 1981)
- Joaquim Oliver i Canals (1898 - 1930)
- Jaume Oliver i Perpinyà (1958 -)
- Mateu Oliveras i Blanch (1929 - 2002)
- Ramon Oliveras i Blanch (1932 -)
- Narcís Oliveras i Guillamet (1901 - 1980)
- Jordi Ollé i Padrós (1972 -)
- Amadeu Oller i Berenguer (1900 - 1957)
- Frederic Oller i Castells (1970 -)
- Oriol Oller i Torró (1979 -)
- Manuel Oltra i Ferrer (1922 - 2015)
- Agustí Oriol i Botet (1882 - 1936)
- Josep Maria Oriol i Llanas (1947 -)
- Josep Maria Oriol i Murt (1919 - 1996)
- Josep Maria Oriol i Pinós (1928 -)
- Antoni Oriol (-)
- Joaquim Oristrell i Ventura (1953 -)
- Enric Ortí i Martín (1966 -)
- Manuel Ortiz de Zàrate (-)
- Ramon Ortiz i Vallverdú (1911 - 1998)
- Otto (-)

## P
- Francesc Padreny i Solivia (1911 - 1977)
- Josep Maria Padró i Farré (1884 - 1959)
- Joan Padró i Sala (1930 -)
- Josep Padró i Sala (1938 - 2012)
- Josep Maria Padrós i Pou (-)
- Josep Padrós i Vidal (1889 - 1960)
- José Manuel Pagán Santamaría (1949 -)
- Antoni Pagès i Codina (1918 - 2007)
- Xavier Pagès i Corella (1971 -)
- Antònia Pagès i Huguet (-)
- Enric Pagès i Porcell (1923 - 2012)
- Josep Maria Pagès i Vicens (1896 - 1981)
- Guillem Pahílez i Padullés (1905 - 1991)
- Jaume Pahissa i Jo (1880 - 1969)
- Joan Pairó i Ballestero (1909 - 1992)
- Àngel Palacio i Mateo (1914 - 1988)
- Julià Palanca i Massià (1883 - 1964)
- Armand Palau (1931 -)
- Josep Palau (1904 - 1971)
- Pere Palau i Rabassó (1875 - 1958)
- Esteve Palet i Mir (1981 -)
- Esteve Palet i Ribas (1950 -)
- Jaume Pallarès i Bladé (1907 - 1983)
- Joan Pallarès i Batet (1909 - 1936)
- Gabriel Pallarès i Roig (1902 - 1973)
- Esteve Pallarès i Vidal (-)
- Laura Pallàs i Mariani (1977 -)
- Gabriel Pallissera i Castelló (-)
- Josep Pallissera i Trèbol (1893 - 1980)
- Joaquim Palmada i Butinyà (1865 - 1947)
- Rossend Palmada i Teixidor (1893 - 1988)
- Sergi Palomeras i Ferran (1981 -)
- Narcís Palomeras i Rovira (1981 -)
- Maurici Palouzié i Carrera (1932 - 2006)
- Josep Paltré i Arnaldo (-)
- Jordi Pañella i Virella (1928 -)
- Joan Manuel Paños i Ecija (1980 -)
- Amadeu Papiol i Urgell (1957 -)
- Joan Paradell i Solé (1956 -)
- Yves Paraire (-)
- Lluís Parazols i Modat (1929 -)
- Carme Parella i Mas (1933 -)
- Parellada (-)
- Joaquim Parera i Lassus (? - 1933)
- Joan Parera i Reinés (1893 - 1970)
- Ricard Parés i Bastons (1918 - 1999)
- Joan Paret i Pla (1924 - 1947)
- Miquel Antoni París i Forns (1961 -)
- Miquel F. París (pseud.)
- P. Parra (pseud.)
- Ramon Parramon i Castany (1883 - 1962)
- Pere Parramon i Daniel (1916 - 2002)
- Joan Parramon i Oliva (-)
- Gustau Pascual Falcó (1909 - 1946)
- Joan Pascual i Campreciós (1956 -)
- Josep Pascual i Massaguer (1950 -)
- Iu Pascual i Rodés (1883 - 1949)
- Juli Pascual i Solé (1891 - 1972)
- Josep Pascual i Triay (1964 -)
- Josep Passolas i Coderch (1881 - 1955)
- Pere Pastells i Pujol (1874 - 1900)
- Gerard Pastor i López (1984 -)
- Manuel Pastor (pseud.)
- Jaume Patsí i Junyent (1920 - 2003)
- Jordi Paulí i Safont (1969 -)
- Narcís Paulís i Vila (1908 - 1988)
- Lluís Payà i Gómez (1950 -)
- Francesc Payàs i Planas (1890 - 1953)
- Antoni Payerol i Abizanda (1902 - 1976)
- Joaquim Pecanins i Fàbregas (1883 - 1948)
- Segimon de Pedraforca i Penyasegat (pseud.)
- Manuel Pedragosa i Mostaza (1922 - 2005)
- Felip Pedrell i Sabaté (1841 - 1922)
- Modest Pedreny i Botta (- 1974)
- Joan Pedrerol i Dot (1902 - 1976)
- Agustí Pedrico i Espàrzia (1968 -)
- Salvador Pedrola i Parisi (1886 - 1973)
- Josep Pedrós i Vila (1923 - 2012)
- J. Peiró (-)
- Joan Pelfort i Ribera (1960 -)
- Manuel Penella Moreno (1880 - 1939)
- Silvestre Peñas Echeverría (1896 - 1985)
- Francesc Peracaula i Masagué (1872 - 1947)
- M. Perada (-)
- Andreu Peralba i Codina (1906 -)
- Rita Peré i Cunill (1914 - 1997)
- Adolf Pérez i Bellés (-)
- Daniel Pérez i Fernàndez (-)
- Nicanor Pérez i Ferràndiz (1891 - 1958)
- Càndida Pérez i Martínez (1893 - 1989)
- Antoni Pérez i Moya (1884 - 1964)
- Gabriel Pérez i Sànchez (-)
- Antoni Pérez i Simó (1920 - 2005)
- Lilian Pérez i Musson (1983 -)
- Lluís Maria Perica (- 1938)
- Vicenç Pericàs de la Encina (- 1938)
- Francesc Perich i Escosa (1872 - 1914)
- Narcís Perich i Serra (1975 -)
- Josep Enric Peris i Vidal (1944 -)
- Francesc Petit i Cortaza (1914 - 1994)
- Joan Petit i Cortaza (-)
- Lluís Pey i Castelló (1903 - 1971)
- Josep Peyron i Sopena (1893 - 1973)
- Oriol Pi de la Serra (-)
- Josep Pi i Pascual (1873 - 1944)
- J. Pi i Puig (pseud.)
- Avel·lí Pi (-)
- Josep Maria Pi (-)
- Joan Pibernat i Caner (1917 - 1996)
- René Picamal i Coma (1961 -)
- Miquel Picazo i Ronda (-)
- Joan Pich i Santasusana (1911 - 1999)
- Pigem (-)
- Joan Pijoan i Balart (1912 - 1967)
- Josep Pijoan i Galceran (1915 -)
- Modest Pilà i Alemany (1927 - 2014)
- Jules Pillevestre (1837 - 1903)
- Ramon Pinto i Comas (1929 -)
- Maria Teresa Pintó i Pijuan (1930 -)
- A Pintu (-)
- Josep Pinyol i Mirada (1879 - 1941)
- Xavier Piñol i Garcia (1978 -)
- P Piñol (-)
- Esteve Piqué i Llorens (-)
- Simó Piqué i Martí (1924 - 1975)
- Fructuós Piqué Salvat (1875 - 1958)
- Ricard Pitxot i Gironès (1888 - 1973)
- Josep Maria Pla i Mateu (1899 - 1967)
- Antoni Plana i Gou (1909 - 1991)
- Josep Planas i Canals (1913 - 1994)
- Josep Maria Planas i Capvern (-)
- Antoni Planàs i Marca (1890 - 1980)
- Odiló Maria Planàs i Mas (1925 - 2011)
- Miquel Planàs i Móra (1861 - 1915)
- Josep Planas i Muntanyà (-)
- Joan Planas i Puigmartí (1923 -)
- Jaume Planas i Simó (1889 - 1974)
- Antoni Planas i Zapater (1922 - 1992)
- Josep Planas (pseud.)
- Joan Planell (-)
- Jaume Planella i Gimferrer (1900 - 1954)
- Victorí Planells Roig (1910 -1991)
- Valentí Planeses i Boyer (1903 - 1967)
- Agustí Planiol i Talleda (1931 -)
- Josep Plans i Toscas (1895 - 1989)
- Guillem Plujà (-)
- Josep Poch i Garriga (1914 - 2017)
- Joaquim Poll i Beyres (1927 - 2018)
- Antoni Pomés (-)
- Miquel Pongiluppi i Benatti (-)
- Àngel Pongiluppi i Fenollosa (1917 -)
- Miquel Pongiluppi i Mercader (1907 - 1990)
- J. Pons (pseud.)
- Juli Pons i del Castillo (1895 - 1974)
- Joan Pons i Joanmiquel (1944 - 2013)
- Jaume Pons i Jufré (1918 - 1993)
- Miquel Pons i Pinyol (1932 - 1986)
- Josep Maria Pons i Serena (-)
- Eusebi Ponsa i Ribas (-)
- Jaume Ponsatí i Cabarrocas (1909 - 2001)
- Feliu Pont i Gonzàlez (-)
- Àngel Pont i Montaner (1910 - 1995)
- Jaume Portet i Romà (1908 - 1989)
- Guillem Portillo i Anglès (1936 -)
- Rafael Portús i Puigvert (1906 - 1984)
- Josep Potellas i Casals (1889 - 1984)
- Carmela Pou i Valls (1914 -)
- Martí Pou i Ventós (1898 - 1993)
- Enric Pous i Tor (1942 - 2000)
- Albert Prat i Bartomeu (1932 - 1981)
- Joan Prat i Forga (1897 - 1971)
- Maria Rosa Rosó Prat i Homedes (-)
- Francesc Prat i Moratonas (-)
- Josep Maria Prat i Soler (1910 - 1986)
- Isidre Prat i Suñol (1923 -)
- Albert Prat i Vila (1958 -)
- Sebastià Prat i Jou (-)
- Prat-Heras (-)
- Prats (-)
- Josep Prenafeta i Gavaldà (1936 - 2011)
- Salvador Presència i Sòria (1876 - 1949)
- Joaquim Prieto (-)
- Miquel Prim i Ametller (1912 - 1975)
- Lluís Prous i Jofre (1879 - 1951)
- David Puertas i Esteve (1969 -)
- Salvador Puga i Espuña (1920 -)
- Antoni Puig i Artigas (1886 - 1960)
- Nadal Puig i Busquets (1901 - 1996)
- Joan Puig i Fornis (1936 -)
- Josep Maria Puig i Janer (1885 - 1959)
- Ramon Puig i Llirós (-)
- Rosa Puig i Llonch (1901 - 1999)
- Pere Puig i Parés (1873 - 1950)
- Puig i Simó (-)
- Francesc Puig i Vilar (-)
- Joaquim Puig (-)
- M. Puig (-)
- Puigserós (-)
- Joan Pujadas i Ferrer (1954 -)
- Romà Pujades i Ticó (1919 - 1978)
- Lluís Pujals i Carretero (1966 -)
- Josep Pujol i Alsina (1931 - 2007)
- Josep Francesc Pujol i Baylach (-)
- Joan Pujol i Capsada (-)
- Faustí Pujol i Cullell (1913 - 1993)
- Joaquim Pujol i Cullell (1909 - 1996)
- Josep Pujol i Grau (1915 -)
- Oriol Pujol i Mas (1979 -)
- Jordi Pujol i Mateu (1862 - 1938)
- Francesc Pujol i Pons (1878 - 1945)
- Frederic Pujol i Tarrés (1939 -)
- Emili Pujol i Villarrubí (1886 - 1980)
- Artur Pujol (-)
- Narcís Pujol (1938 -)
- Montserrat Pujolar i Giménez (1939 -)
- Josep Pujol-Busquets i Carcasona (1918 - 2006)
- Just Punsoda i Altadill (- 1968)
- Estanislau Puntí i Alsina (1916 - 1999)
- Martí Puntí i Alsina (1921 -)
- Amadeu Puntí i Capdevila (1890 - 1987)
- Joan Puntonet i Ibàñez (-)
- Maria Jesús Puyuelo i Lobaco (1937 -)

## Q
- Pere Quer i Oliveras (1892 - 1928)
- Josep Quintana i Acèzat (-)
- Vicenç Quirós (nom artístic)

## R
- Antoni Rabasseda i Bassà (1930 -)
- Víctor Rabasseda i Hurtado (1960 -)
- Pere Rabasseda i Menchon (1934 -)
- Conrad Rafart i Arza (1979 -)
- Joan Rafel (-)
- Concepció Ramió i Diumenge (1961 -)
- Rafael Ramírez i Iborra (1949 -)
- Lluís Ramírez i Malla (1923 - 1992)
- Andreu Ramírez i Parés (1901 - 1995)
- Artur Ramos i Horta (1887 - 1973)
- Joaquim Rams i Galcerà (-)
- Salvador Raurich i Ferriol (1869 - 1945)
- Ravarey (pseud.)
- Nico Ravenstijn (1954 -)
- Salvador Ravés i Grau (nom artístic)
- Enric Raxach (1932 -)
- Carles Raya i Civit (1986 -)
- Salvador Rebés i Grau (1850 - 1908)
- Joaquim Rebollo i Galceran (1943 -)
- Agustí Recasens i Anglada (1928 - 2016)
- Joan Recort i Hortal (1905 - 1974)
- Refalà (pseud.)
- Josep Reglà i Parés (1886 - 1964)
- Ramon Reig i Parés (1867 - 1938)
- Ramon Reig i Verdaguer (1905 - 1989)
- Dionís Reig (-)
- Albert Reixach i Beltran (1930 -)
- Joan Reixach (pseud.)
- Emili Renalias i Pi (1906 - 1977)
- Robert Renart i Mercader (1892 -)
- Just Renom i Gallés (1914 - 1999)
- Jaume Reventós i Martí (1923 - 1993)
- Anna Maria Reverté i Casas (1966 -)
- Joan Reverter i Sucarrats (1923 - 2004)
- Y Rey i Ossam (-)
- Robert de la Riba (nom de religió)
- David Riba i Garcia (1968 -)
- Joaquim Riba i Granados (1910 -)
- Pau Riba i Romeva (1948 -)
- Josep Ribas i Gabriel (1882 - 1834)
- Antoni Ribas i Gori (1906 - 1945)
- Rita Ribas i Martí (-)
- Enric Ribas (-)
- Just Ribas (-)
- J. Ribaudi (-)
- Ribé (-)
- Joan Ribé i Baró (- 1960)
- E. Ribera (-)
- Felip Ribes i Solé (1900 - 1975)
- Carles Ribó i Alonso (1944 -)
- Joan Ribó i Escuder (1909 - 1973)
- Ricardell (-)
- Antoni Ricart i Sales (1917 - 1983)
- M. Ridge (pseud.)
- Enric Riera i Bolassell (1879 - 1962)
- Josep Riera i Bolassell (1877 - 1962)
- Martí Riera i Lloveras (1961 -)
- Joaquim Riera i Massanas (1873 - 1953)
- Amadeu Riera (-)
- Juli Riera (-)
- Mateu Rifà i Planas (1879 - 1953)
- Joan Rigall i Casajuana (1889 - 1960)
- Pere Rigau i Poch (1868 - 1909)
- Enric Rigau i Prats (1948 -)
- Antoni Rigau (-)
- Moisès Rigola i Gay (-)
- Artur Rimbau i Clos (1898 - 1978)
- Artur Rimbau i Parals (1919 -)
- Maria del Rio i Montfort (1917 - 2006)
- Josep Manel Rio i Pareja (1973 -)
- Ripoll (-)
- Salvador Ritort i Faus (1888 - 1955)
- Jaume Riu i Ratera (1963 -)
- Jaume Riu i Ristol (1899 - 1985)
- Francesc Riumalló i Caralt (1896 - 1955)
- Jaume Riumalló i Orriols (1924 - 1994)
- Joaquim Riumalló i Salagran (-)
- Josep Rius i Descàrrega (1940 -)
- Alfons Rius i Estrella (- 1978)
- Francesc Rius i Mur (1945 -)
- Manuel Rius i Ramos (1923 - 2004)
- Jordi Rius i Segura (1974 -)
- Damià Rius i Vilella (1904 - 1983)
- Robert Rizo i Abad (1913 - 2004)
- Cosme Roca i Boada (1903 - 1987)
- Jaume Roca i Delpech (1911 - 1968)
- Francesc Roca i Dunyach (1910 - 1992)
- Joan Roca i Ferrer (1927 - 1980)
- Miquel Roca i Julià (-)
- Joan Roca i Olivé (1918 -)
- Joan Roca i Pairachs (1889 - 1964)
- Enric Roca i Peralta (1915 -)
- Josep Roca i Rabell (-)
- Francesc Roca i Subirana (1888 - 1949)
- Francesc Roca i Vila (-)
- Jaume Roca (-)
- Valentí Roca (-)
- Montserrat Rocafort i Pons (1912 - 1999)
- Josep Antoni Roda i Batlle (1947 -)
- Lluís Ciprià Roda i Serrano (1929 -)
- Josep Roda i Tarrés (1901 - 1976)
- Àngel Rodamilans i Canals (1874 - 1936)
- Ramon Rodó i Sellés (1938 -)
- Manel Rodríguez i Suñé (1924 - 1990)
- Francesc Josep Rodríguez i Vàzquez (1968 -)
- Miquel Roger i Crosa (1881 - 1953)
- Josep Maria Roglan i Andreu (1946 - 2012)
- Maria Teresa Roig i Ferrer (1952 -)
- Lluís Roig i Moya (1889 - 1960)
- Joan Roig i Riasol (1881 - 1950)
- Isidre Roig i Roca (1916 -)
- Amadeu Roig i Vergés (1862 - 1947)
- Joan Roig (-)
- Josep Roig (-)
- Vicenç Roig (-)
- Gabriel Roigé i Torrentgenerós (1931 - 1992)
- Josep Rojas (pseud.)
- Emili Roldós (-)
- Jaume Roma i Dagès (1924 -)
- Josep Maria Roma i Roig (1902 - 1981)
- Donato Roman i Heitman (1915 - 2004)
- Aureli Romans (-)
- Joan Romeu i Codina (1903 - 1986)
- Pau Ronsó i Font (1839 - 1899)
- Josep Roqué i Roqué (1918 -)
- Joan Maria Roquet-Jalmar i Oms (1882 - 1916)
- Antoni Ros Marbà (1937 -)
- Fernando Samuel Ros Pardo (1941 - 1971)
- Ferran Ros (-)
- Jeroni Ros (-)
- Àngel Rosà (-)
- Ramon Rosell i Mestres (1894 - 1971)
- Maria Dolors Rosich i Ventosa (1915 - 2012)
- R.R. Rosset (-)
- Josep Roura i Comas (1925 -)
- Jordi Roura i Pi (-)
- Joan Roure i Jané (1921 - 1990)
- Domènec Rovira i Castellà (1913 - 1944)
- Alfons Rovira i Pons (1921 -)
- Carles Rovira i Reixach (1929 - 2006)
- Joaquim Rovira i Reixach (1932 -)
- Miquel Rovira i Serrabassa (1882 - 1957)
- Josep Rovira (-)
- Carles Royo i Baiges (1962 -)
- Jesús Rozas i Corton (1910 - 1936)
- Joan Rubinat i Torres (1957 -)
- Ramon Rubinat (-)
- Albert Rué i Bartolomé (1940 -)
- Sebastià Rué i Gener (-)
- Josep Maria Ruera i Pinart (1900 - 1988)
- Salvador Ruiz de Luna (-)
- Jordi Ruiz i Roldan (-)
- Josep Rumbau i Serra (-)
- Joan Ruscalleda (-)

## S
- Marcel Sabaté i Reixach (1970 -)
- Antoni-Olaf Sabater i Ribera (1959 -)
- Joan Baptiste Sabater i Sànchez (1919 - 2005)
- Raimon Sabater i Sureda (1945 -)
- S. Sabatés (-)
- Josep Saderra i Puigferrer (1883 - 1970)
- Manel Saderra i Puigferrer (1908 - 2000)
- Celestí Sadurní i Gurguí (1863 - 1910)
- Francesc Safont i Culleré (1902 - 1983)
- Jaume Sagalés (-)
- Carles Sagarra i Mas (1963 -)
- Josep Sagarra i Robert (1879 - 1955)
- Alfred Sagols i Rubau (1889 - 1939)
- Antoni Sagré i Vives (1930 -)
- Joaquim Sagrera i Budallé (- 1973)
- Tomàs Sagué i Camó (1906 - 1990)
- Josep Sagués (- 1953)
- Eduardo Sainz de la Maza (1903 - 1982)
- Baldiri Sala i Carbonell (1899 - 1982)
- Jaume Sala i Casals (1887 - 1971)
- Elisard Sala i Casasses (1913 - 1970)
- Genís Sala i Castells (1889 - 1964)
- Arnau Sala i Soler (1987 -)
- Mercè Sala i Vidal (1920 - 2006)
- Marc Sala (-)
- Antoni Saladrigues i Solé (1979 -)
- Alfons Salart i Roura (1899 - 1965)
- Manuel Salas (-)
- Rosa Salat i Artola (1921 - 2016)
- Llorenç Sales i Tost (1894 - 1976)
- Ramon Saleta i Prat (1938 -)
- Víctor Sallés i Bofill (1946 -)
- Genís Sallés i Martí (1934 -)
- Conrad Saló i Ramell (1906 - 1981)
- Emili Saló i Ramell (1905 - 1988)
- Claudi Salom i Balasch (1911 - 1938)
- Ramon Salsas i Blanch (1902 - 1987)
- Joan Saltó i Canelles (1892 - 1987)
- Antoni Salut i Payà (1905 - 1993)
- Emili Salut i Payà (1918 - 1982)
- Miquel Salvadó i Jornet (- 1996)
- Matilde Salvador i Segarra (1918 - 2007)
- Joaquim Salvat i Sintas (1900 - 1939)
- Iu Salzeda (-)
- Ramon Samarà i Tarragó (1905 - 1983)
- Joan Carles Samaranch i Pineda (1957 -)
- Albert Sampablo i Lauro (1966 -)
- Baltasar Samper i Marquès (1888 - 1966)
- Jaume Sampera i Pagès (1911 - 1973)
- Jordi Sanahuja i Arcas (1952 -)
- Daniel Sanahuja i Capella (1902 - 2004)
- Jordi Sanahuja i Olivé (1981 -)
- Albert Sanahuja i Puig (1913 - 1999)
- Joaquín Sànchez i Martín (1928 -)
- Josep Antoni Sànchez i Martínez (1961 -)
- Assumpció Sànchez i Usall (-)
- B. Sanchis (-)
- Josep Sancho i Marraco (1879 - 1960)
- Carles Sancho i Carnicer (-)
- Juli Sandaran i Sambeat (1914 - 1995)
- Eduard Sanginés i Pascual (1883 - 1965)
- Tomàs Sanmartín i Ramon (1897 - 1965)
- Joan Sans i Balsells (1912 - 1999)
- Lluís Sans i Juanpera (1929 - 2010)
- Enric Sans i Salellas (1890 - 1953)
- Pere Sans (-)
- Robert Sans (-)
- Santacana (-)
- Ramon Santamaria i Coscolla (1861 - 1929)
- Miquel Santamaria i Sabé (1905 - 1977)
- J. Santandreu (-)
- Llorenç Santandreu (-)
- Enric Santeugini i Montsalvatge (1894 - 1978)
- Ricard Santeugini i Thomas (1863 - 1941)
- Marc Santiago i Casasses (1977 -)
- Joan Santiago i Espert (1916 - 2012)
- Carles Santiago i Roig (1953 -)
- Manuel Sanz i Poch (1902 - 1985)
- Josep Saperas i Fortuny (-)
- Il·luminat Saperas i Ivern (- 1950)
- Saquet (-)
- Tomàs Sarañana i Sentís (1899 - 1971)
- Joan Sardà i Vila (1902 - 1962)
- Joaquim Sardó i Vilar (-)
- Robert Sarrade (1960 -)
- Jorge Sarraute Sánchez (1945 -)
- Lluís Sarret i Arbós (1890 - 1936)
- Anastasi Sarret i Fontrodona (1900 - 1934)
- Maud Sauer (1952 -)
- Enric Sauret i Gastó (1919 - 2020)
- Joaquim Savall i Carnicé (1876 - 1953)
- Ferran Says i Casadellà (1880 - 1942)
- Manel Sedrafont (-)
- Heribert Segalà i Ridameya (1934 - 2021)
- Jaume Segalés Júlvez (-)
- Josep Segarra i Traver (1895 - 1978)
- Joan Segura i Gotsens (1936 - 2017)
- Antoni Seguro i Gelabert (1891 - 1973)
- Josep Sellarès (-)
- Lluís Sellart i Espelt (1895 - 1952)
- Emília Sellés i Marquès (1930 -)
- Joan Selma i Marí (1935 -)
- Joan Selma i Rius (1909 - 1990)
- Eduard Sendra i Nogués (1979 -)
- Casimir Sendra i Serra (? - 1960)
- Gumersind Sensada i Llagostera (1908 - 1992)
- Carles Sentís i Maseras (-)
- Josep Sentís i Porta (1890 - 1983)
- Josep Serra i Bonal (1874 - 1939)
- Miquel Serra i Bonal (1867 - 1922)
- A. Serra i Bou (-)
- Carles Serra i Coma (-)
- Maria dels Àngels Serra i Constantino (-)
- Joaquim Serra i Corominas (1907 - 1957)
- Lluís Serra i Escrivà (1926 - 2005)
- Ramon Serra i Garriga (-)
- Modest Serra i Gonzàlez (1873 - 1962)
- Pere Serra i Gonzàlez (1870 - 1934)
- Pere Serra i Marcó (1954 -)
- Josep Maria Serra i de Martínez
- Magdalena Serra i Miracle (-)
- Antoni Serra i Oribe (1932 -)
- Joaquim Serra i Riera (-)
- Anna Serra i Roquet (1980 -)
- Josep Maria Serra i Sallent (1880 - 1961)
- Rubèn Serra i Viusà (1974 -)
- M. Serra (-)
- Josep Maria Serracant i Clermont (1946 -)
- J. Serrada (-)
- Jaume Serradell (-)
- Lluís Serrahima i Villavecchia (1931 -)
- Serramont (pseud.)
- Albert Serrano i Delclòs (1919 - 2006)
- Ramon Serrat i Fajula (1881 - 1944)
- Jeroni Serrat i Brugada (1856 - 1924)
- Agustí Serratacó i Costa (1955 -)
- Joaquim Serratosa i Dalmau (1878 - 1936)
- Albert Serravinyals i Terés (1965 - 1983)
- Josep Serrés i Pascual (1906 - 1984)
- Sertresiu (pseud.)
- Déodat de Séverac (1872 - 1921)
- Pau Sicart i Güell (1901 - 1990)
- Pere Silvestre i Xicars (1947 - 1996)
- Pere Simon i Castellano (1986 -)
- Salvador Simon i Donatiu (1925 - 2002)
- Neus Simon i Perayre (1957 -)
- J.G. Simon (-)
- Frederic Sirés i Puig (1898 - 1971)
- Jaume Sirisi i Escoda (1921 - 1999)
- Fina Sirvent (-)
- Ramon Sitjes i Domingo (1938 -)
- Joan Sivillà (-)
- Alfred Sobrajeu (-)
- Tomàs Sobrequés i Masbernat (1878 - 1945)
- Benvingut Socias i Mercadé (1877 - 1951)
- Miquel Solà i Ferrés (1926 -)
- Josep Maria Solà i Fonoll (1930 -)
- Joaquim Solà i Sala (1950 -)
- Natàlia Solà i Salvà (1934 -)
- Josep Solà i Sànchez (1930 - 2009)
- Josep Solà i Torrella (1905 - 1939)
- Daniel Solà (-)
- Normand Solé i Balbina (1899 - 1977)
- Bernat Solé i Barril (1975 -)
- Pere Solé i Busquets (1926 -)
- Oriol Solé i Cañellas (1975 -)
- Lluís Maria Solé i Constantí (1899 - 1963)
- Normand Solé i Costa (1925 -)
- Albert Solé i Galí (1948 -)
- Ignasi Solé i Mateu (1945 -)
- Francesc Solé i Miquel (-)
- Ramon Solé i Miralles (-)
- Isidre Solé i Solernou (1931 -)
- Lluís Maria Solé i Vila (-)
- Joan-Llorenç Solé i Villelongue (1978 -)
- Alain Solé (-)
- P. Solé (-)
- Anna Soler i Agulló (1954 -)
- Claudi Soler i Anglàs (- 1955)
- Carles Soler i Canton (1928 -)
- Francesc Soler i Canton (1922 -)
- Salvador Soler i Canton (1931 -)
- Joan Soler i Diffent (1870 - 1956)
- Josep Maria Soler i Montaner (1872 - 1936)
- Martí Soler i Moreu (-)
- Lluís Soler i Realp (1920 -)
- Josep Soler i Saurí (1889 - 1984)
- Rafael Soler (-)
- Ricard Soler (-)
- Salvador Soler (-)
- Miquel Solés i Massaguer (1928 -)
- Enric Solsona i Gilabert (1895 - 1974)
- Joaquim Soms i Janer (1914 - 2012)
- P. Sonet (-)
- Ramon Sopeña i Vidal (1902 - 1969)
- Ramon Soriano i Rubió (1954 -)
- Pablo Sorozábal Mariezkurrena (1890 - 1988)
- Xavier Sospedra (-)
- Constantí Sotelo i Paradela (1939 -)
- Marcel·lí Sotorra i Mallafré (segle XX - 1968)
- Josep Souteyrant i Marquès (1906 - 1979)
- Paul Stanhope (1969 -)
- Joaquim Subirà i Baiges (1943 -)
- Joaquim Subirà i Riera (1907 - 1989)
- Josep Subirà i Riera (1900 - 1951)
- Martí Subirà i Riera (-)
- Rafael Subirachs i Ricart (1902 - 1977)
- Rafael Subirachs i Vila (1948 -)
- Miquel Subirats i Torras (1953 -)
- Joan Sumoy i Sentís (1930 - 2013)
- Ernest Sunyer i Curtiella (1889 - 1946)
- Antoni Suñé i Barrubés (1914 - 2005)
- Antoni Suñé i Font (1901 - 1989)
- Joan Suñé i Masià (1866 - 1957)
- Francesc Suñé i Nualart (1917 - 1991)
- Joan Suñé i Sintes (1902 - 1965)
- Delfí Suñer i Jou (1910 - 1998)
- Teresa Suñer i Julià (1904 - 1984)
- Enric Suñer i Mir (1920-2016)
- Lluís Sureda i Valls (1861 - 1942)

- Rogeli Suriol i Juvé (1901 - 1979)
- Andreu Suriol i Roca (1929 - 2001)
- Nicolau Surís i Palomé (1903 - 1991)
- Josep Sutorras i Fortuny (1901 - 1969)

## T
- Gaietà Taberner (1921 - 2003)
- Joaquín Taboada Steger (1870 - 1923)
- Jaume Tàpias i Boadas (1899 - 1984)
- Benvingut Tapis i Bassets (1895 - 1926)
- Isidre Tardà i Vilalta (1899 - 1973)
- J. Tarrades (-)
- Gracià Tarragó i Pons (1892 - 1973)
- Jordi Tarrida i Planas (1962 -)
- Josep Maria Tarridas i Barri (1903 - 1992)
- Joan Tarrús i de Vehí (1967 -)
- Jordi Tàsies i Planas (1965 -)
- Laureà Tatché i Pol (1890 - 1961)
- Albert Taulé i Viñas (1932 - 2007)
- Joan Tauler (-)
- Josep Tauler (-)
- Remigi Tauler i Mauri (1867 - 1923)
- Francesc Taverna i Bech (1932 - 2010)
- Josep Taxés i Mestres (1890 - 1959)
- Francesc Teixidó i Ponce (1966 -)
- Jaume Teixidor i Dalmau (1884 - 1957)
- Baldomer Teixidor (-)
- Baldomer Teixidor i Pastells (1865 - 1951)
- Martí Teixidor i Tomàs (1918 - 1992)
- Manuel Tell i Gomis (-) fl. 1919-1940
- Domènec Terrarol i Manich (1843 - 1900)
- Pere Terré i Domènech (1910 - 1995)
- Antoni Terrés i Puig (1930 -)
- Antoni Terrés i Reig (1902 - 1958)
- Jordi Texidó i Mata (1929 -)
- Jaume Texidor (pseud.)
- André Tey i Garriga (1904 -)
- Marc Timón i Barceló (1980 -)
- Eduard Tizzano i Ferrari (1957 -)
- Eduard Toldrà i Soler (1895 - 1962)
- Miquel Toledano i Vicent (1886 - 1960)
- Maria Josep Toledano (-)
- Benito Tolentino i Mendoza (1901 - 1984)
- Francesc Toll (-)
- Antoni Tolmos i Tena (1970 -)
- Joan Tomàs i Parés (1896 - 1967)
- J. Tomàs (-)
- Rosa Maria Tomàs (-)
- Pere Tonda i Tor (-)
- M. Torcal (-)
- Martí Torné i Sabadell (1914 - 2001)
- Jaume Torner i Abril (-)
- Joan Torra i Duran (1920 - 1982)
- Enric Torra i Pòrtulas (1910 - 2003)
- Juli Torra i Pòrtulas (1921 - 1999)
- Rafael Torregrosa Peñalba (- 1980)
- Josep Torrellas (-)
- Josep Maria Torrens i Ventura (1899 - 1986)
- Agapit Torrent i Batlle (1923 - 1991)
- Francesc Torrent (-)
- Lluís Torrent (1931 -)
- Torrents i Camps (-)
- Maria Teresa Torrents i Gubianes (1945 -)
- Jaume Torrents i Gutiérrez de Pando (1900 - 1976)
- Joan Torrents i Maymir (1901 - 1989)
- Mercè Torrents i Turmo (1930 -)
- Torres del Moral (-)
- Lluís Torres i Bosch (1899 - 1981)
- Llorenç Torres Nin (1890 - 1964)
- Albert Tort i Chércoles (1945 - 2014)
- Jaume Tort (-)
- Daniel Tosi (1953 -)
- Jaume Tost i Miret (1939 - 2015)
- Josep Maria Tost i Mulet (-)
- Joan Tost i Pavia (1877 - 1955)
- S. Tost (-)
- Francesc Tous i Aulés (1912 -)
- Tremoleda
- Charles Trenet (1913 - 2001)
- Anselm Trescasas i Puig (1902 - 1957)
- Isaac Tresens i Quilez (1980 -)
- Enric Tresserras (-)
- Ramon Tribó i Montserrat (1915 -)
- Pere Trillas i Nin (1890 - 1971)
- Joaquim Tristany i Gual (1926 -)
- Trocet (-)
- Florenci Trullàs i Altimira (1937 -)
- Lluís Trullàs i Ribas (1915 - 1996)
- Miquel Tudela i Benavent (1927 - 2011)
- Lluís Turet i Soler (1929 - 2013)
- Jaume Túrias i Canadell (-)
- Artur Tuset i Revoltós (1897 - 1967)
- Joan Tutó i Diffent (1914 - 1967)

## U
- Artur de Udaeta i Càrdenas (1876 - 1954)
- Josep Ullés i Daura (1878 - 1946)
- Lluís Urpinell i Beca (-)
- Salvador Uyà i Prat (1921 - 1983)

## V
- Josep Valldaura i Llussà (-)
- Joaquim Vallespí i Pòlit (1875 - 1961)
- Phillippe Vallet (1957 -)
- Bartomeu Vallmajó i Soler (1912 - 1997)
- Pere Vallribera i Moliné (1903 - 1990)
- Adelaida Vallribera i Soler (- 2012)
- Pere Valls i Duran (1869 - 1935)
- Joan Valls i Mogas (1889 - 1974)
- Antoni Valls i Roviralta (1906 - 1986)
- Ricard Valls (-)
- Poire Vallvé i Cordomí (1962 -)
- Peter van der Brugge (-)
- Melcior Vaquer i Clapera (1887 - 1969)
- Varela M.L. (pseud.)
- Raul Vázquez i Arjona (-)
- Pere Vàzquez i Canet (1938 -)
- Jeroni Velasco i Corzo (1971 -)
- Jacob ter Veldhuis (1951 -)
- Ignacio Vélez González (-)
- Xavier Ventosa i Molner (1989 -)
- Jesús Ventura i Barnet (1960 -)
- Pep (Josep Maria) Ventura i Casas (1817 - 1875)
- Benet Ventura i Llandrich (1858 - 1890)
- Jaume Ventura i Puig (-)
- Jaume Ventura i Tort (1911 - 1985)
- Enric de Verdonces i Oliva (1899 - 1978)
- Joan Vergés i Sastre (1916 - 1991)
- Lluís Vergés i Soler (1953 -)
- Josep Vergés (-)
- Joris Vermeulen (1969 -)
- Julio Vía Dufresne (- 1964)
- Jaume Via i Olivella (-)
- Josep Viader i Moliné (1917 - 2012)
- Josep Vicens i Busquets (1917 - 2010)
- Josep Vicens i Juli "Xaxu" (1870 - 1956)
- Josep Vicens i Mornau (1895 - 1987)
- Galdric Vicens i Roca (1982 -)
- Francesc Vicente i Cisneros (1936 -)
- Paco Viciana i Martí (1964 -)
- Josep Vidal i Bahamonde (1913 -)
- Rosa Maria Vidal i Cardona (1964 -)
- Eduard Vidal i Llauradó (1929 -)
- Joan Vidal i Roda (1874 - 1924)
- Jaume Vidal i Sastre (1904 - 1967)
- Mercè Vidal i Thomàs (1909 - 1998)
- Ricardo Vidal Tolosa (1915 - 2013)
- Josep Maria Vidal i Torrens (1924 - 2015)
- Ramon Vidal i Tragan (1898 - 1997)
- Jaume Vidal i Vidal (1918 - 1996)
- A. Vidal (pseud.)
- Francesc Vidal (-)
- Joan (1) Vidal (-)
- Joan (2) Vidal (-)
- Raimon Maria Vidal (-)
- Ramon Vidal (-)
- Josep Vidalou (1939 -)
- R. Vié (pseud.)
- Pere Vigo i Bonada (1924 - 1999)
- Josep Vila i Arcelós (1898 - 1965)
- Enric Vilà i Armengol (1911 - 2007)
- Joan Vilà i Ayats (1886 - 1981)
- Pere Vilà i Ayats (1943 -)
- Mariona Vila i Blasco (1958 -)
- Joaquim Vila i Canellas (-)
- Josep Vilà i Casañas (1966 -)
- Jaume Vilà i Comas (1917 - 1977)
- Càstor Vilà i Custodio (1884 - 1959)
- Miquel Vilà i Ferrer (1909 - 1974)
- Ramon Vilà i Ferrer (1912 - 2003)
- Josep Maria Vilà i Gandol (1904 - 1937)
- Francesc Vila i Ginferrer (1922 - 2011)
- Aureli Vila i Gómez (1942 - 1994)
- Jordi Vila i Gómez (1952 -)
- Jaume Vilà i Mèlich (Javimel) (1907 - 1982)
- Joan Vilà i Miró (1951 -)
- Àlex Vilà i Pérez (-)
- Alfons Vila i Piqué (1890 - 1974)
- Albert Vilà i Pons (1920 -)
- Sebastià Vila i Pujol (1862 -)
- Laureà Vilà i Quintà (1922 - 2014)
- Josep Vila i Ramon (1940 -)
- Joan Vila i Safont (1979 -)
- Josep Maria Vilà i Saliner (1890 - 1969)
- Joan Vilà (-)
- Ricard Viladesau i Caner (1918 - 2005)
- G.P. Viladevall (-)
- Joan Viladomat i Massanas (1885 - 1940)
- Esteve Viladomat i Mercader (1910 - 1947)
- Dolors Viladrich i Pascual (1936 - 2010)
- Basili Vilageliu i Corriols (1855 - 1909)
- Joan Vilajuliu i Camps (1971 -)
- Robert Vilallonga i Vila (1897 - 1993)
- Josep Vilalta (-)
- Alexandre Vilalta i Faura (1905 - 1984)
- Emili Vilalta i Vila (1867 - 1930)
- Adjutori Vilalta i Vilalta (1908 - 1978)
- Telm Vilamajor (pseud.)
- Honorat Vilamanyà i Serrat (1905 - 1963)
- Vilana (-)
- Vilanell (pseud.)
- Joan Vilanó i Matamoros (1903 - 1992)
- Vilanova (pseud.)
- Isaac Vilanova i Pàmies (1979 -)
- Joan Vilardebó i Rossell (1920 - 1983)
- Josep Vilardell i Biot (- 1963)
- Miquel Vilardell i Vidal (1945 -)
- Auguste Vilarem (1866 - 1931)
- Felip Vilaró i Carbonell (1888 - 1938)
- Francesc Vilaró i Carbonell (1885 - 1966)
- Josep Maria Vilaró i Pascual (1910 - 1997)
- Jordi Vilaró i Sarradell (1965 -)
- Climent Vilarrasa i Farrús (1910 - 1962)
- Josep Maria Vilarrasa i Rimbau (1930 -)
- Antònia Vilàs i Ferràndiz (1926 - 2013)
- Antoni Vilaseca i Vilatimó (1906 - 1989)
- Julià Candi Villanova i Domingo (1902 - 1973)
- Antoni Villar (-)
- Miquel Villaró i Tortades (1902 - 1986)
- Joan Villarroya i Aguado (1941 -)
- Antoni Villasante i Tàpias (1963 -)
- Maurici Villavecchia i Obregon (1955)
- Casta Vinardell (-)
- Josep Vinaròs i Martínez (1937 - 2019)
- Jordi Viñals i Sabés (1948 -)
- Joan Viñals i Vilaret (1886 - 1938)
- Felip Viñals (-)
- Marià Viñas i Dordal (1868 - 1952)
- Guillem Viñas i Miravitlles (1891 - 1981)
- Ignasi Viñolas i Roig (1924 - 1986)
- Virgili (-)
- Felip Vives i Ballvé (1885 - 1965)
- David Vives i Farrés (1864 - 1936)
- Salvador Vives i Feliu (1890 - 1960)
- Juan José Vives i Malla (1962 -)
- Albert Vives i Mir (1907 - 1992)
- Amadeu Vives i Roig (1871 - 1932)
- Ramon Vives i Viñals (1909 - 1982)
- Joan Baptista Vives i Viñas (1878 - 1976)
- Jaume Vivolas i Viñals (- 1977)
- Aurora Vizentini i Finet (1997-)
- Lluc Vizentini i Finet (1990-)
- Santiago Volart i Pons (1892 - 1974)
- Joaquim Voltas i Pagès (1906 - 2003)
- Josep Voltas i Viñas (1877 - 1947)

## X
- Eduard Xandrich i Crosas (1976 -)
- Josep Xaubet i Faura (- 2000)
- Pere Xicola (pseud.)
- Xuderach (pseud.)
- Víctor Xufré i Vallès (1936 -)
- Xulimart (pseud.)

## Y
- Mario Yago (pseud.)

- Enric Yàñez i Sòria (1928 - 1990)
- Lluís Yera i Briones (-)

## Z
- Joaquim Zamacois i Soler (1894 - 1976)
- Ricard Zanuy (pseud.)